# تولیت آستان قدس رضوی
تولیت آستان قدس رضوی مقامی است که سرپرستی حرم امام رضا و موقوفات علی بن موسی الرضا، امام هشتم شیعیان دوازده‌امامی، را بر عهده دارد. سرپرستی و ادارهٔ این بارگاه در آغاز به عهده افرادی بود که به آن‌ها نقیب گفته می‌شد و از میان علویان ناحیهٔ طوس انتخاب می‌شدند که علاوه بر منصب نقابت، منصب کلیدداری حرم را نیز برعهده داشتند. منصب تولیت از آغاز دوران صفوی و رسمی شدن مذهب شیعه در ایران اهمیت ویژه یافت. تولیت آستان قدس رضوی همگام با روی کار آمدن حکومت صفوی، رسمی شدن مذهب تشیع و بیرون راندن ازبکان از مشهد و خراسان از اهمیت ویژه‌ای برخوردار شد؛ و خصوصاً با رواج سنت وقف در این دوره، زمین‌های زیادی وقف آرامگاه علی بن موسی الرضا گردید که برای اداره این املاک منصبی به نام تولیت به وجود آمد.
وضعیت تولیت و سیستم اداری آستان قدس در دورهٔ پهلوی تحولات فراوانی یافت. در این دوران عنوان نایب‌التولیه جایگزین متولی‌باشی شد که در دوران قاجار رایج بود. متولیان در دوره‌های پادشاهی ایران توسط شاه منصوب می‌شدند اما پس از انقلاب ۱۳۵۷ و روی‌کار آمدن جمهوری اسلامی در ایران، انتصاب این منصب به دست ولی فقیه افتاد. در دورهٔ جمهوری اسلامی به لحاظ ساختار اداری و تشکیلاتی نیز دارالتولیهٔ آستان قدس به سازمانی گسترده و پویا تبدیل شد. انتخاب رئیس دانشگاه علوم اسلامی رضوی بر عهده وی می‌باشد.

## پیشینه

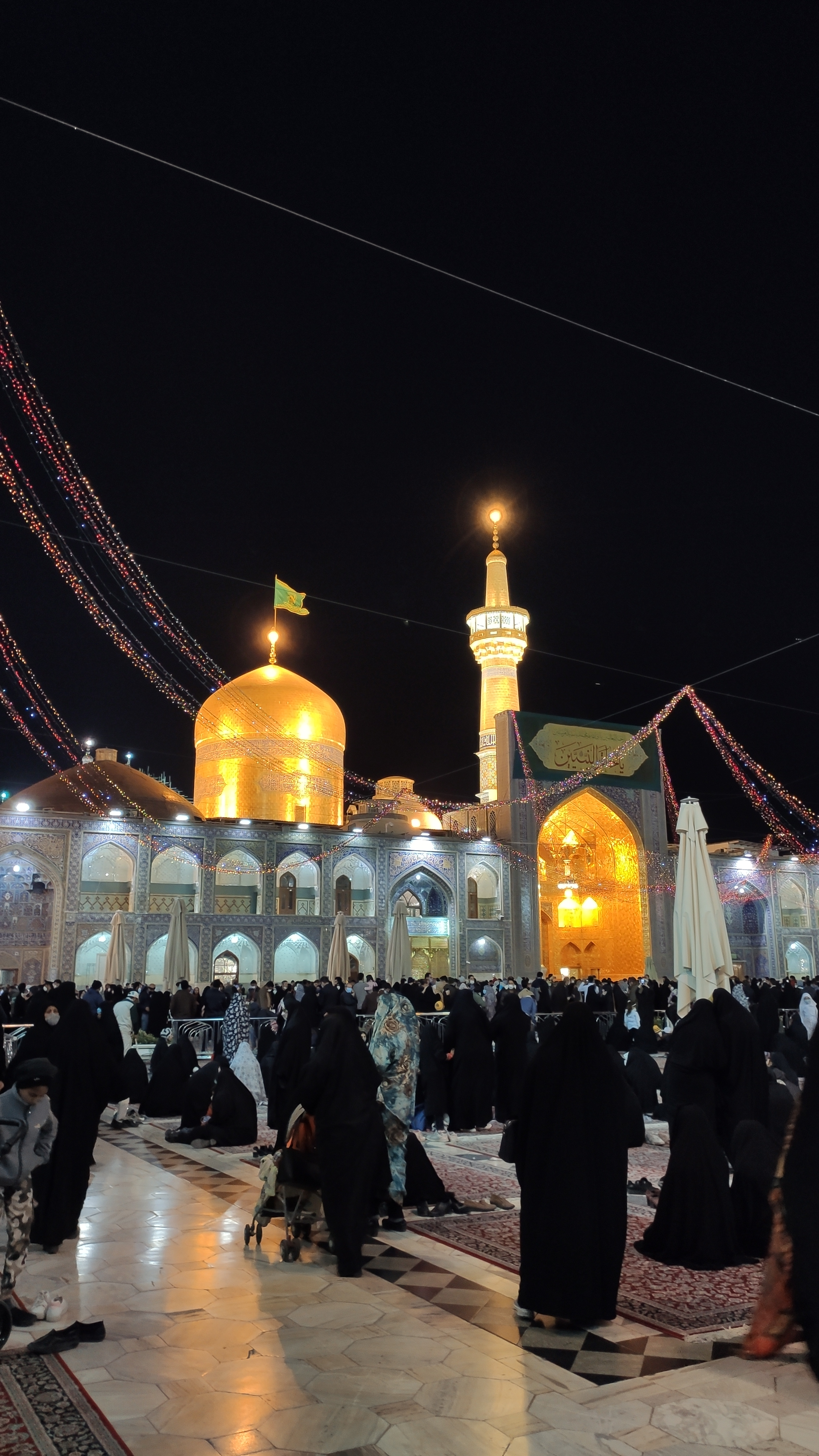
نمایی از حرم امام رضا واقع در مشهد، ایران

علی بن موسی بن جعفر ملقب به رضا در ۱۱ ذیقعده ۱۴۸ ه‍.ق در مدینه به‌دنیا آمد. او در ۳۵ سالگی جانشین موسی بن جعفر شد. وی در مجالس رسمی مناظره با دانشمندان ادیان دیگر شرکت می‌کرد و پیروز میدان می‌شد. حادثهٔ مهم و اختصاصی زندگی او دعوتی بود که از سوی مأمون برای آمدن به خراسان و مرو شد که علت سیاسی داشت و می‌خواست برای تحکیم مقام خود از وجههٔ علی بن موسی الرضا استفاده کند. بعد از حضور علی بن موسی الرضا در مرو، مأمون سعی در قبولاندن خلافت به وی داشت که پس از چند روز مأیوس گشته و ولایتعهدی را به علی بن موسی الرضا پیشنهاد داد و بالاخره توانست این منصب را به وی بسپارد. بعد از پذیرش ولایتعهدی، مأمون مجالس علمی در اصول اعتقادی ادیان و مذاهب مختلف تشکیل می‌داد و علی بن موسی الرضا را به کرسی مناظره می‌نشاند. مجالس مناظره و رویداد مهم نماز عید پرده‌ای از حقانیت علی بن موسی الرضا به نمایش درآمد و به همین خاطر زمان آن رسیده بود که ولیعهد را از میان بردارد که البته برنامه‌ریزی قتل دشوارتر شده بود همچنین بعد از انجام قتل هم باید مأمون خود را تبرئه می‌کرد؛ بنابراین بعد از انجام قتل، تظاهر به ناراحتی کرد و دستور داد با عزت علی بن موسی الرضا را جنب قبر پدرش هارون دفن کنند.
پس از درگذشت علی بن موسی الرضا، پیکرش را در سمت بالاسرِ قبرِ هارون دفن کردند. پیش از دفن علی بن موسی الرّضا در سناباد، بر مزار هارون، بقعه‌ای به دستور مأمون ساخته شده بود و آن منطقه به «قُبّهٔ هارونی» مشهور بود. پس از دفن علی بن موسی، آبادانی آنجا شتاب گرفت و سامانیان اقدام به ساخت بناهایی در آنجا کردند. تا آنجا که در دورهٔ غَزنَویان، ساختمان و قُبّهٔ جدیدی بر آن مقبره ساخته شد و این ساخت و سازها تا دورهٔ صَفَویان ادامه داشت و در حکومت صفویان به اوج خود رسید. توسعهٔ آرامگاه در عصر افشاریان با طلاکاری ایوان صحن ادامه داشت تا آنکه در دورهٔ قاجاریان، ضریح جدیدی برای بقعه ساخته شد. در دوران سلطنت پهلوی، بیشتر تلاش‌ها معطوف به بازسازی، ترمیم و تغییر کاربری‌های بخش‌های مختلف حرم شد. پس از انقلاب ۱۳۵۷ ایران، طرح‌های مختلفی در توسعهٔ حرم اجرا شد و بیشترین حجم توسعه مربوط به این دوران بوده‌است. در دورهٔ سامانیان، حرم دارای خادم و مباشر بود و خدام آن، درِ مزار امام را شب‌ها بسته و روز می‌گشودند. شاید بتوان حسین‌بن علی بن صاعد بربری را به نوعی نخستین سرپرست مضجع علی‌بن موسی الرضا در حدود قرن سوم هجری دانست. اما سرپرستی و ادارهٔ امور حرم را تا پیش از دورهٔ صفوی، نقبای سادات برعهده داشتند. آنها از میان علویان و نقیبان ناحیه طوس انتخاب می‌شدند و علاوه بر منصب نقابت، منصب کلیدداری حرم را نیز برعهده داشتند. از متون تاریخی چنین برمی‌آید که منصب نقابت، ابتدا در اختیار علویان بوده و سپس از قرن پنجم و ششم به بعد، سادات موسوی نقابت و اداره حرم را به دست گرفته‌اند. بعد از ورود سادات رضوی در قرن نهم، نقابت به‌طور مشترک بین این دو سلسله سادات تقسیم شد و تا زمان صفویه که سادات رضوی از نظر قدرت و ثروت بر سادات موسوی پیشی گرفتند، ادامه داشت. بعد از تأسیس مسجد گوهرشاد توسط گوهرشاد آغا و وقف املاکی بر آن، حرم رضوی به علت برخوردار شدن مسجد از تمکن مالی و تشکیلات اداری زیر مجموعه آن شد. گرچه بخش مهمی از موقوفات آستان قدس مانند فرهادگرد، زرگران و الندشت، قبل از دوران صفویه وقف شد و برای اداره آنها سیستم اجرایی مشخصی وجود داشت، اما سرپرستی حرم به دلیل عدم تمکن مالی و وجود تشکیلات اداری، چندان مورد توجه شاهان و سلاطین نبود و بیشتر جنبه معنوی داشت، در این میان این بزرگان سادات بودند که در هر دوره به علت برخورداری از موقعیت اجتماعی و مذهبی، این مقام را در اختیار می‌گرفتند، اما مقام تولیت آستانه و درمجموع نظم سازمانی آستان قدس رضوی از دوره صفویه به‌وجود آمده‌است. همزمان با به قدرت رسیدن صفویان و رسمی شدن تشیع، مشهد از اهمیت ویژه‌ای برخوردار شد و خصوصاً با رواج سنت وقف در این دوره، زمین‌های زیادی وقف علی بن موسی الرضا شد که برای اداره این املاک منصبی به نام تولیت به وجود آمد.

## متولیان
حرم علی بن موسی الرضا در مشهد، یکی از اماکن مقدس اسلامی است که مورد توجه شیعیان است. این آرامگاه با توجه به موقوفات بسیار آن، در ابتدا از جانب سادات رضوی و موسوی که اصطلاحاً «نقیب» شناخته می‌شدند، اداره می‌شد. در دوران پادشاهی صفویه، دو منصب از جانب شاه به فقها محول می‌شد. یکی از این مناصب، نیابت شاهنشاه در امور روضه منوره بود. این منصب برای انجام امور مربوط به دو آرامگاه علی بن موسی الرضا و شیخ صفی‌الدین به عالمان دینی سپرده می‌شد. این منصب در دوره صفوی با عنوان «متولی سر کار فیض آثار روضه منوره» و در عصر قاجار با عنوان «متولی باشی» یا «نائب‌التولیه» تعبیر می‌شد. از دوره صفویه، این سِمَت به عنوان یکی از اختیارات شاهان درآمد و هر شاه، نائبی را برای آستان قدس معین می‌کرد. این رویه تا دوران حکومت پهلوی‌ها بر ایران، پابرجا ماند. پس از انقلاب سال ۱۳۵۷ ایران، عبدالعظیم ولیان به جهت اقناع افکار عمومی بازداشت شد و سید مهدی سراجی، جای وی را گرفت. در تاریخ ۲۵ بهمن ۱۳۵۷، اولین تولیت آستان قدس رضوی در دوره انقلاب با حکم سید روح‌الله خمینی منصوب شد. بر طبق قانون تشکیلات و اختیارات سازمان اوقاف، حرم امام رضا و چند حرم دیگر در ایران، در صورتی که از جانب ولی فقیه برای آن اماکن، متولی تعیین نگردد، اداره آنها و موقوفات مربوط به آنها بر عهده سازمان اوقاف خواهد بود.
شاه اسماعیل اول، سرسلسلهٔ دودمان صفوی پس از تصرف مشهد در سال ۹۱۶ه‍.ق درحالی‌که غیاث‌الدین محمدصدر رضوی از دورهٔ تیموریان هنوز متولی حرم بود، ادارهٔ حرم را به یکی از منشیان برجستهٔ خود به نام خواجه‌عتیق‌علی منشی سپرد و آخرین متولی دورهٔ صفویه محمدرضا رضوی بود. اولین نائب‌التولیه دوره افشار، محمدرضا رضوی بود که پیشتر اشاره شد وی به عنوان آخرین متولی دورهٔ صفویه نیز بود و ابوطالب حسینی اصفهانی به عنوان آخرین نائب‌التولیه این دوره در تاریخ ثبت شده‌است. در اوایل دورهٔ قاجار، آقامحمدخان قاجار، فتحعلی‌بیگ کتول را در سال ۱۲۱۰ه‍.ق به سرپرستی آستان قدس منصوب کرد اما پس از کشته شدن وی، به سبب ضعف حکومت مرکزی، نادر میرزا فرزند شاهرخ افشار مشهد را گرفت و ظاهراً حرم متولی نداشت و ادارهٔ آن را بزرگان آستان قدس برعهده داشتند. پس از آنکه در سال ۱۲۱۸ه‍.ق مشهد به دست محمد میرزای قاجار افتاد، در اسناد به تولیت میرزامحمدعلی حسینی اشاره شده‌است و از مرتضی قلی‌خان طباطبایی نایینی به عنوان آخرین شخص در این عنوان در دورهٔ قاجار اشاره شده‌است. در عهد پهلوی فصل جدیدی در تاریخ آستان قدس گشوده شد و به دستور رضاشاه عنوان متولی‌باشی به نیابت تولیت تغییر یافت و محمدولی خان اسدی به عنوان نخستین نائب‌التولیه عصر پهلوی برگزیده شد و محمدصادق امیر عزیزی به عنوان آخرین نائب‌التولیه قبل از انقلاب در تاریخ ثبت شده‌است. پس از پیروزی انقلاب در سال ۱۳۵۷ه‍.ش روح‌الله خمینی نخست سرپرستی آستان را به واعظ طبسی واگذار کرد و پس از دو سال وی را به عنوان تولیت منصوب کرد و در حال حاضر احمد مروی تولیت آستان را برعهده دارد.
متولیان قبل از انقلاب وظایفی را برعهده داشتند. متولی واجبی که توسط شاه طهماسب ایجاد شده بود می‌بایست برطبق شرط‌های واقفان رفتار می‌کرد یعنی سرپرستی زمین‌های مطلقه یعنی موقوفات دیگران را برعهده داشت و متولی سنتی اختیار کامل دخالت در امور موقوفه را داشت؛ یعنی نظارت بر زمین‌های خاصه یعنی موقوفات خود شاه بر حرم را برعهده داشت. در دورهٔ قاجار، مجموعه متولی‌باشی-نایب‌التولیه و ناظرکل، تشکیلات داخلی آستانه و امور مربوط به موقوفات را بر عهده داشتند؛ به طوری که تمامی کارها با اطلاع آنها انجام می‌گرفت. برخی از وظایف متولیان در این دوره حضور در مراسم آیینی (اعیاد و سوگواری‌ها)، غبارروبی و تنظیف حرم، برپایی جشن و اطعام در ایام ولادت و تشویق ثروتمندان برای وقف موقوفه به آستانه، تعیین قاریان قرآن برای قرائت در صحن‌های حرم، رتق و فتق امور مربوط به مکتب‌خانه‌ها و مدارس و مواجب معلمان آنها به صورت نقدی و غیرنقدی، گسترش فرهنگ زیارت، نظارت بر آشپزخانه حرم، پرداخت کمکهای خیریه به کارمندان آستان، نظارت بر کمک‌های آستانه به زائرین در ماه‌های خاص، نظارت بر صورت مخارج تهیه لباس و کفش برای اطفال مکتب‌خانه بود. در دورهٔ فعلی تأکید بر روی خدمت به زائرین به ویژه ضعفا، خدمت به مجاورین به ویژه مستضعفان، بهره‌گیری از ظرفیت فرهنگی آستان، نگهداری و نگهبانی از مجموعهٔ فضاها و بناهای آستان، حفاظت از موقوفات، سامان بخشیدن به بنگاه‌های اقتصادی و خدماتی آستان می‌باشد.

### دورهٔ صفوی

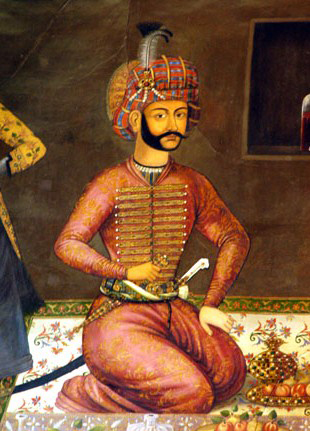
شاه عباس دوم به‌عنوان مؤسس آستان شناخته می‌شود.

تولیت آستان قدس رضوی همگام با روی کار آمدن حکومت صفوی، رسمی شدن مذهب تشیع در ایران و بیرون راندن ازبکان از مشهد و خراسان از اهمیت ویژه‌ای برخوردار شد؛ و خصوصاً با رواج سنت وقف در این دوره، زمین‌های زیادی وقف آرامگاه علی‌بن‌موسی‌الرضا گردید که برای اداره این املاک منصبی به نام تولیت به وجود آمد. تاریخ تحولات اداری آستان قدس و منصب تولیت در این دوره را در دو بخش: آغاز دوره صفوی تا پادشاهی شاه عباس و پادشاهی شاه عباس تا پایان دوره صفوی می‌توان مورد بررسی قرار داد: هر چند مشهد از آغاز حکومت صفوی مورد توجه شاهان صفوی قرار داشت، اما به دلیل نبود قدرت حکومت مرکزی، تاخت و تاز ازبک‌ها و ناامنی در خراسان، عملاً تا زمان شاه عباس نامی از آستان قدس و تشکیلات اداری حرم دیده نمی‌شود و اسناد باقی‌مانده از زمان صفوی مبین این نکته است که همزمان با پیروزی شاه عباس بر ازبکان و تصرف مشهد، سیستم اداری آستان قدس رضوی به وجود آمد و منصب تولیت عینیت یافت. با این حال در دوران شاه اسماعیل و شاه تهماسب نیز موقوفاتی در خراسان بود و افرادی عهده‌دار اداره آن بودند، چنان‌که شاه اسماعیل فردی به نام غیاث‌الدین محمد را به عنوان صدر خراسان انتخاب نمود و اداره کل موقوفات خراسان را به عهده وی گذاشت.
شاه تهماسب صفوی درصدد برآمد تا اداره موقوفات سلطنتی را از دیگر موقوفات آستان قدس جدا نماید. برای این منظور دو نفر را به تولیت و اداره حرم منصوب نمود که یک نفر تولیت واجبی و نفر دیگر تولیت سنتی موقوفات را برعهده داشتند که البته با موفقیت همراه نبوده و در مقاطع بعد، فردی واحد عهده‌دار هر دو منصب می‌گردید.
از دورهٔ شاه عباس به بعد به علت رفاه و امنیت به وجود آمده و وقف املاک فراوان برای آستان قدس، سازمان اداری شامل خدمت کاران، نگهبانان، اذان گویان و… به وجود آمد و همه این تشکیلات زیر نظر فردی به نام تولیت، کار می‌کردند. اسناد مانده از دورهٔ صفوی در آستان قدس، مبین این است که تشکیلات این دوره یکپارچگی داشت و از نظمی برخوردار بود که تا پایان صفوی ادامه داشت.
در یک نگاه کلی به منصب تولیت در دورهٔ صفوی چنین برداشت می‌شود که با توجه به وقف املاک برای آستان قدس، که تولیت برخی از آن‌ها مستقیماً با شاه بود، شاهان صفوی با توجه به داشتن منافع مالی و اهمیت مذهبی مستقیماً در اداره حرم دخالت نموده و افرادی را به نیابت از خود به عنوان تولیت برای سرپرستی منصوب می‌نمودند که به علت علاقه شاهان صفوی به علما و سادات، عمدتاً تولیت‌ها از میان این دو قشر انتخاب شده و متولی‌باشی نامیده می‌شدند. دستمزد این افراد با توجه به یک دهم حق‌التولیه از املاک موقوفه به صورت نقدی و جنسی پرداخت می‌شد.
متولیان آستان قدس در دوره صفویه به علت برخورداری از وجههٔ روحانی، مذهبی و قدرت مالی دارای نفوذ زیادی بودند و در مقاطعی که قدرت مرکزی دچار سستی می‌شد به عنوان قدرت مطلق در شهر اقدام می‌کردند، چنان‌که در دوره شاه اسماعیل و شاه تهماسب عموماً قدرت افرادی که عهده‌دار تولیت بودند از حاکم شهر بیش‌تر بود و همین امر در پاره‌ای اوقات باعث بروز کشمکش بین حاکم شهر و تولیت وقت می‌گردید.
موضوعی که در این دوره در مورد تولیت‌ها قابل توجه است، مسئلهٔ تعیین نائب‌التولیه از سوی یکی از تولیت‌هاست که بعدها در دورهٔ قاجار به صورت امری مرسوم درآمد. در منابع فاصله زمانی سال ۹۹۷ه‍.ق تا زمان تولیت قاضی سلطان تربتی که بنا به بعضی مستندات در سال ۱۰۰۶ه‍.ق می‌باشد، تولیتی نام برده نشده‌است و این بخاطر تصرف مشهد به دست ازبک‌ها در این بازه زمانی بوده‌است. البته بعضی قراین و اسنادی وجود دارد که تولیت قاضی سلطان را در این سال‌ها تأیید می‌کند. اواخر دورهٔ صفوی همزمان با نائب‌التولیه میرزامحمدعلی، شورش افغان‌ها اتفاق افتاد و باعث ضعف حکومت صوی و کاهش قدرت متولی شده بود تا اینکه در سال ۱۱۳۵ه‍.ق ملامحمد رونقی معروف به حاجی محمدبابا قدرتی از لوطیان مشهد که با حذف دیگر شورشیان مدت کوتاهی برای خود حکومتی تشکیل داده بود، شمس‌الدین محمد را به تولیت آستان قدس گماشت.
| دوره | دوره                             | نام                   | تاریخ آغاز مسئولیت | تاریخ پایان مسئولیت | توضیحات | منبع   |
| ---- | -------------------------------- | --------------------- | ------------------ | --- | --- | ------ |
|      | ۱                                | غیاث‌الدین عزیز رضوی   | ۹۰۶ه‍.ق              | نامعلوم | از آنجاکه در وقف نامه عتیق‌علی منشی، عتیق‌علی ملازم آستان قدس خوانده شده و صراحتاً به تولیت او اشاره نشده‌است و همچنین با توجه به اینکه پس از تصرف دوباره مشهد در سال ۹۳۲ه‍. ق، غیاث‌الدین عزیز به عنوان متولی حرم مورد لطف شاه طهماسب قرار گرفت، چنین استنباط می‌شود که وی در سال‌های پیش از آن نیز متولی آستان قدس بوده‌است. در سال‌های اولیه حکومت شاه طهماسب از غیاث‌الدین در منابع با عنوان نظام‌الملک رضوی به تکرار یاد شده‌است. | [ ۲۵ ] |
| ۲    | خواجه عتیق‌علی منشی               | ۹۱۶ه‍. ق                | نامعلوم            | وی از اعقاب خواجه نصیرالدین طوسی است. در کتابت و انشا سرآمد بود. هنگامی که از ملازمت شاه استعفا داد، متولی مشهد شد. برای خود عمارتی جنب مدرسه شاهرخی ساخت و موقوفاتی را در آنجا قرار داد. از آنجا که شاه اسماعیل، خراسان را از شیبک خان ازبک پس گرفت و در ۹۳۰ه‍.ق درگذشت، خواجه بایستی میان همان سال‌ها متولی آستان قدس یا همکار نظام‌الملک در اداره حرم بوده باشد. رقبات، مزارع و قنوات از جمله موقوفات وی می‌باشد. | [ ۲۶ ] |        |
| ۲    | خواجه عتیق‌علی منشی               | ۹۱۶ه‍. ق                | نامعلوم            | وی از اعقاب خواجه نصیرالدین طوسی است. در کتابت و انشا سرآمد بود. هنگامی که از ملازمت شاه استعفا داد، متولی مشهد شد. برای خود عمارتی جنب مدرسه شاهرخی ساخت و موقوفاتی را در آنجا قرار داد. از آنجا که شاه اسماعیل، خراسان را از شیبک خان ازبک پس گرفت و در ۹۳۰ه‍.ق درگذشت، خواجه بایستی میان همان سال‌ها متولی آستان قدس یا همکار نظام‌الملک در اداره حرم بوده باشد. رقبات، مزارع و قنوات از جمله موقوفات وی می‌باشد. | [ ۲۶ ] |        |
| ۳    | خواجه امیربیک کججی               | ۹۴۵ه‍.ق                 | ۹۵۸ه‍.ق              | وی به فنون دفترنویسی و قوانین حساب و رموز شغل استیفا تسلط داشت. در ۴ صفر ۹۵۸ه‍.ق به سبب بعضی از حکایات که تَرک ادب بوده باشد، از تولیت آستانه عزل شد اما او همچنان وزارت تمام خراسان سوای مشهد را برعهده داشت تا آنکه آوازه ساحری و پرداختنش به امور غریبه انتشار یافت. | [ ۲۷ ] |        |
| ۴    | خواجه عنایت‌الله شیرازی           | ۹۵۸ ه‍. ق               | نامعلوم            | از احوالات وی شرح دقیقی در دست نیست. وی وزیر بهرام میرزا صفوی فرزند شاه اسماعیل اول صفوی بود. علاوه بر انتصاب وی به تولیت به احتمال زیاد حکومت مشهد نیز به وی واگذار شده بود. | [ ۲۸ ] |        |
| ۵    | میر درویش‌بیگ صفوی                | ۹۵۹ ه‍. ق               | ۹۶۲ه‍. ق             | دربارهٔ زندگی وی اطلاعی در دست نیست. روی قلکی که وقف جمع‌آوری نذورات برای مزار شیخ صفی‌الدین اردبیلی بوده و تاریخ ۹۵۹ق را برخود دارد از او به عنوان متولی آستان قدس نام برده شده‌است. قناتی مهم در مشهد به نام وی مشهور بوده که معلوم نیست وی احداث، آباد یا خریده‌است. | [ ۲۹ ] |        |
| ۶    | خلیفه اسدالله اصفهانی            | ۹۶۲ ه‍. ق               | ۹۷۰ ه‍. ق            | وی توسط شاه طهماسب بخاطر پرهیزکاربودنش به تولیت حرم منصوب شد. خلیفه اسدالله اصفهانی در علم و فضل و تقوا بر دیگر سادات برتری داشت. وی به امور شرعی مقید بود. | [ ۳۰ ] |        |
| ۷    | عبدالوهاب شوشتری                 | ۹۷۰ه‍. ق                | ۹۷۱ه‍. ق             | پدرش امیر اسدلله مرعشی شوشتری از بزرگان و علمای دینی عصر شاه طهماسب اول بود که درسال‌های ۹۴۳–۹۶۳ه‍.ق منصب صدارت را برعهده داشت. مدتی با همکاری برادرش زین‌الدین علی حاکم شوشتر و چندی نیز حاکم دزفول شد. | [ ۳۱ ] |        |
| ۸    | میر سید علی رضوی قمی             | ۹۷۱ه‍. ق                | ۹۷۴ه‍. ق             | شاه طهماسب صفوی منصب قضاوت شهر قزوین و رسیدگی به خالصه‌جات شاهی را به او سپرد. همچنین در سال ۹۷۱ه‍.ق وی را به تولیت آستان قدس و وزارت خراسان برگزید. در سال ۹۷۶ه‍.ق به وزارت قزوین و ریاست املاک خالصه شاهی انتخاب شد. | [ ۳۲ ] |        |
| ۹    | ابوالولی انجوی شیرازی            | ۹۷۴ ه‍. ق               | نامعلوم            | شاه طهماسب صفوی تولیت آستان قدس را به واجبی و سنتی تقسیم کرد و ابوالولی را به تولیت واجبی برگزید. وی پس از عزل، همراه برادرش تولیت اوقاف غازانی را برعهده گرفت و تا آخر عصر شاه طهماسب، تولیت آستانه شیخ صفی‌الدین اردبیلی را عهده‌دار بود. پایان تولیت وی در آستان قدس روشن نیست. وی در سال ۹۹۶ه‍.ق به صدارت منصوب شد. | [ ۳۳ ] |        |
| ۱۰   | میر عبدالله بُدَلا                 | ۹۷۴ ه‍. ق               | نامعلوم            | شاه طهماسب تولیت سنتی را به میرعبدلله بدلا واگذار کرد. پایان تولیت وی روشن نیست. | [ ۳۴ ] |        |
| ۱۱   | میر سید علی مفضل استرآبادی       | ۹۷۵ ه‍. ق               | ۹۸۱ ه‍. ق            | آغاز دوره اول تولیت او دقیق مشخص نیست. اما چون پس از عزل او در ذیقعده ۹۸۱ه‍.ق شاه طهماسب بار دیگر تولیت را به دو بخش واجبی و سنتی تقسیم کرد، معلوم می‌شود که میرسیدعلی در سال‌های پایانی دور اول تولیت خود، متولی آستان قدس بوده‌است. | [ ۳۵ ] |        |
| ۱۲   | میر سید کمال‌الدین محمد استرآبادی | ۹۸۱ه‍. ق                | ۹۸۴ه‍. ق             | شاه طهماسب تولیت واجب را به سیدکمال‌الدین محمد استرآبادی اعطا کرد. برخی نوشته‌اند که وی متولی کتابخانه رضوی و مرجع امور حسبیه بوده‌است. | [ ۳۶ ] |        |
| ۱۳   | میر ابوالقاسم اصفهانی            | ۹۸۱ ه‍. ق               | ۹۸۴ه‍. ق             | شاه تولیت سنتی را به وی واگذار کرد. | [ ۳۷ ] |        |
|      | ۱۴                               | زین‌الدین علی شوشتری   | ۹۸۴ ه‍. ق            | نامعلوم | وی بین سال‌های ۹۴۳ تا۹۶۳ه‍.ق منصب صدارت را برعهده داشت. تاریخ دقیق تولیت او معلوم نیست. | [ ۳۸ ] |
|      | ۱۵                               | میرزا شکرالله اصفهانی | نامعلوم            | ۹۸۸ه‍. ق | وی چند صباحی وزیر ممالک خراسان شد و در سال ۹۸۱ه‍.ق رئیس دیوان اعلا شد. گزارش‌های رسیده از او متفاوت می‌باشد؛ لذا یا پیش از رسیدن به تولیت وفات یافته یا تنها چند ماه در منصب تولیت بوده‌است. | [ ۳۹ ] |
| ۱۶   | میر عبدالکریم متولی              | ۹۸۸ه‍. ق                | ۹۸۸ه‍. ق             | تنها اطلاعاتی که از وی گزارش شده در جنگ سال ۹۸۸ه‍.ق در پای علم (احتمالا علم آستانه) ایستاده بود و به دست لشکریان مهاجم کشته شد. | [ ۴۰ ] |        |
| ۱۷   | افضل‌الدین محمد تُرکه اصفهانی      | ۹۸۹ه‍. ق                | ۹۹۰ ه‍. ق            | او مدت دو سال متولی، ناظر، کلیددار، خادم‌باشی و مدرس آستان قدس بود و در سال ۹۹۱ه‍.ق مشهد را به قصد قزوین ترک کرد و در میانه راه بر اثر بیماری درگذشت. | [ ۴۱ ] |        |
| ۱۸   | میر سید علی مفضل استرآبادی       | ۹۹۰ه‍. ق                | ۹۹۷ ه‍. ق            | وی بار دوم از سوی سلطان محمد خدابنده به تولیت آستان قدس برگزیده شد. بعد از مدتی ازبکان به شهر هجوم آوردند و اموال آستانه به غارت رفت و می‌رسید علی هم دستگیر و شکنجه شد تا جان سپرد. | [ ۴۲ ] |        |
| ۱۸   | میر سید علی مفضل استرآبادی       | ۹۹۰ه‍. ق                | ۹۹۷ ه‍. ق            | وی بار دوم از سوی سلطان محمد خدابنده به تولیت آستان قدس برگزیده شد. بعد از مدتی ازبکان به شهر هجوم آوردند و اموال آستانه به غارت رفت و می‌رسید علی هم دستگیر و شکنجه شد تا جان سپرد. | [ ۴۲ ] |        |
| ۱۹   | قاضی سلطان تربتی                 | ۱۰۰۶ ه‍. ق              | ۱۰۲۶ه‍. ق            | سلطان محمودتربتی معروف به غازی یا قاضی سلطان تربتی می‌باشد. در تاریخ انتصاب وی به تولیت اختلاف نظر وجود دارد اما به نوشته بیشتر منابع در سال۱۰۰۶ه‍.ق به این مقام منصوب شده‌است. از او به عنوان بانی کتیبه مزار قطب‌الدین حیدر یاد شده‌است. | [ ۴۳ ] |        |
| ۲۰   | محمدمحسن رضوی                    | ۱۰۲۶ه‍. ق               | ۱۰۳۰ه‍. ق            | از آنجا که خاندان وی مورد توجه شاه بودند، شاه عباس نظارت بر احداث بنای خواجه‌ربیع و تولیت آب خیابان و املاک وقفی جدید را در شهر مشهد به پدر وی و سپس خود او واگذار کرد. | [ ۴۴ ] |        |
| ۲۱   | ابوطالب رضوی                     | ۱۰۳۰ه‍. ق               | ۱۰۳۵ه‍. ق            | میرزا کافی قاینی از وی به عنوان یکی از علمای عصر صفوی یاد کرده‌است. | [ ۴۵ ] |        |
| ۲۲   | میرزا محمدمؤمن موسوی             | ۱۰۳۶ه‍. ق               | ۱۰۳۸ ه‍. ق           | برخی شرح‌حال‌نویسان زندگی وی را با افراد دیگری آمیخته‌اند. از جمله نصرالله فلسفی، فرزند وی میرزاجلال‌الدین شهرستانی، داماد شاه عباس اول را به جای پدرش متولی آستان قدس دانسته‌است. | [ ۴۶ ] |        |
|      | ۲۳                               | محمدمحسن رضوی         | ۱۰۳۸ه‍. ق            | ۱۰۵۵ه‍. ق | با روی کار آمدن شاه صفی، محمدمحسن رضوی برای بار دوم منصب تولیت را عهده‌دار شد. وی در جمادی‌الاولی برای تأیید تولیتش بر آب خیابان مشهد و املاک مربوط، به دربار شاه عباس دوم رفت اما کمی بعد درگذشت. | [ ۴۷ ] |
|      | ۲۳                               | محمدمحسن رضوی         | ۱۰۳۸ه‍. ق            | ۱۰۵۵ه‍. ق | با روی کار آمدن شاه صفی، محمدمحسن رضوی برای بار دوم منصب تولیت را عهده‌دار شد. وی در جمادی‌الاولی برای تأیید تولیتش بر آب خیابان مشهد و املاک مربوط، به دربار شاه عباس دوم رفت اما کمی بعد درگذشت. | [ ۴۷ ] |
| ۲۴   | محمدباقر رضوی                    | ۱۰۵۵ه‍. ق               | ۱۰۷۳ ه‍. ق           | میرزا محمدباقر مدتی شیخ‌الاسلام شهر قزوین شد. بخاطر پرهیزکاربودنش برای تولیت آستان قدس برگزیده شد. | [ ۴۸ ] |        |
| ۲۵   | محمد بدیع‌الزمان رضوی             | ۱۰۷۳ه‍. ق               | ۱۰۷۷ ه‍. ق           | از آنجا که وی داماد میرزا ابراهیم رضوی، واقف موقوفات سادات رضوی بود، به نیابت از همسرش تولیت آن موقوفات را هم برعهده گرفت. میرشمس‌الدین‌محمد رضوی صاحب وسیله‌الرضوان و متولی آستان قدس؛ فرزند وی می‌باشد. | [ ۴۹ ] |        |
|      | ۲۶                               | شاه‌تقی‌الدین محمد رضوی | ۱۰۷۷ ه‍. ق           | ۱۰۹۳ ه‍. ق | وی مشهور به میرشاهی بود. موقوفات وی سه باب مغازه در پایین پا و یک تیمچه و دو باب دکان در محله عیدگاه می‌باشد. | [ ۵۰ ] |
| ۲۷   | محمدابراهیم رضوی                 | ۱۰۹۵ه‍. ق               | ۱۱۰۰ ه‍. ق           | در شروع منصب تولیت وی اختلاف نظر وجود دارد. از آنجا که وی علاوه بر تولیت حرم، سرپرستی موقوفات رضوی را نیز برعهده داشته، از او با عنوان میرزاابراهیم نقیب رضوی هم یاد شده‌است. | [ ۵۱ ] |        |
| ۲۸   | عبدالمؤمن شهرستانی               | ۱۱۰۱ه‍. ق               | ۱۱۰۵ ه‍. ق           | تاریخ دقیق تولیت وی روشن نیست اما با توجه به توالی متولیان قبل و بعد از وی به نظر می‌رسد این زمان بین سال‌های ۱۱۰۱ تا ۱۱۰۵ه‍.ق بوده‌است. | [ ۵۲ ] |        |
|      | ۲۹                               | محمد داوود حسینی      | ۱۱۰۸ ه‍. ق           | ۱۱۳۳ ه‍. ق | وی در ۲۱ سالگی به ریاست کل موقوفات ایران و از حدود سال ۱۰۹۷ه‍.ق به ریاست موقوفات خاصه رسید. در زمینه شروع به کار او در منصب تولیت اختلاف نظر وجود دارد. اما به هر حال او و فرزندانش بیش از ۲۰ سال اداره حرم را در اختیار داشتند. | [ ۵۳ ] |
|      | ۳۰                               | شمس‌الدین محمد رضوی    | ۱۱۳۵ه‍. ق            | ۱۱۳۸ه‍. ق | وی ابتدا از سرکشیکان آستان قدس بود و بعد به تولیت آستان قدس گماشته شد. در مورد زمان پایان تولیت وی اختلاف نظر وجود دارد. | [ ۵۴ ] |
| ۳۱   | محمدتقی رضوی                     | ۱۱۴۱ه‍. ق               | ۱۱۴۳ه‍. ق            | از سرگذشت وی اطلاع چندانی در دست نیست. احتمال می‌رود فرزند شمس‌الدین محمدرضوی باشد. در این صورت نیاکان وی میرزا ابوطالب و میرزا بدیع رضوی از متولیان آستان قدس و خاندان‌های متنفذ مشهد بوده‌اند. از میرزا محمدتقی در بیشتر اسناد سال‌های ۱۱۴۰–۱۱۴۳ه‍.ق به عنوان متولی یاد شده‌است. مروی در شرح وقایع سال ۱۱۴۳ه‍.ق به نام و نقش میرزا محمدتقی در زمان حملهٔ ذوالفقارخان افغان به مشهد و مشارکتش در بستن دروازه‌های شهر به روی سپاه افغان اشاره کرده‌است. تولیت او با وجود اینکه در دوره سلطنت شاه تهماسب دوم بوده‌است، اما در آن دوره، مشهد در سیطره نادر بود. | [ ۵۵ ] |        |
| ۳۲   | محمدرضا رضوی                     | ۱۱۴۳ ه‍. ق              | ۱۱۴۸ ه‍. ق           | محمدکاظم مروی از وی به عنوان متولی آستان قدس در زمان صلح بین نادرشاه و محمدحسین خان زعفرانلو یاد کرده‌است. تولیت او با وجود اینکه در دوره سلطنت شاه تهماسب دوم بوده‌است، اما در آن دوره، مشهد در سیطره نادر بود. | [ ۵۶ ] |        |
| ۳۲   | محمدرضا رضوی                     | ۱۱۴۳ ه‍. ق              | ۱۱۴۸ ه‍. ق           | محمدکاظم مروی از وی به عنوان متولی آستان قدس در زمان صلح بین نادرشاه و محمدحسین خان زعفرانلو یاد کرده‌است. تولیت او با وجود اینکه در دوره سلطنت شاه تهماسب دوم بوده‌است، اما در آن دوره، مشهد در سیطره نادر بود. | [ ۵۷ ] |        |

| دوره | دوره                | نام                 | تاریخ آغاز مسئولیت | تاریخ پایان مسئولیت | توضیحات | منبع   |
| ---- | ------------------- | ------------------- | ------------------ | --- | --- | ------ |
|      | ۱                   | میرزا عبدالله حسینی | ۱۱۱۷ه‍.ق             | ۱۱۲۸ه‍.ق | وی به جای پدر خود میرزا داوود حسینی که به واسطهٔ مشاغل مهم درباری بیشتر اوقات را در اصفهان می‌گذراند، در ۱۱۱۷ق و به روایتی ۱۱۲۲ه‍.ق به عنوان نخستین نایب‌التولیه آستان قدس منصوب شد. | [ ۵۸ ] |
| ۲    | میرزا محمدعلی حسینی | ۱۱۲۸ ه‍.ق             | ۱۱۳۳ه‍.ق             | وی پس از برادرش میرزا عبدلله به عنوان نایب‌التولیه پدر خود رهسپار مشهد شد. به نظر می‌رسد در این زمان، قدرت متولی بر اثر شورش افغان‌ها رو به افول بوده‌است و محمدعلی که شکایت نزد شاه می‌برد، شاه افزون بر تولیت حرم، حکومت مشهد را نیز به او می‌دهد. | [ ۵۹ ] |        |

      = شاه اسماعیل اول
      = شاه تهماسب یکم
      = شاه اسماعیل دوم
      = شاه محمد خدابنده
      = شاه عباس یکم
      = شاه صفی یکم
      = شاه عباس دوم
      = شاه صفی دوم
      = شاه سلطان حسین
      = شاه تهماسب دوم
      = شاه اسماعیل سوم

### دورهٔ افشار
تولیت آستان قدس رضوی در دورهٔ افشار از نظم و انضباط دوران صفوی برخوردار نبود. سقوط صفویه و تصرف ایران توسط افغان‌ها وضعیت اوقاف در این خطه را آشفته کرده بود و مشهد مرتب بین افراد دست به دست می‌شد. با به قدرت رسیدن نادر وضعیت املاک موقوفه به علت مصادره املاک حالت بحرانی یافت.
هر چند خود او به حرم علی بن موسی الرضا علاقه‌مند بود و برخی بناها مانند گلدسته‌ها را در حرم بنا کرد و تعمیراتی در آن انجام داد و املاکی را وقف نمود، اما اسناد باقی‌مانده از دوران حکومت وی حاکی از نوعی آشفتگی در امور آستانه بوده و بیانگر این است که اداره امور و تشکیلات اداری آستان قدس رضوی از نظم دورهٔ صفویه برخوردار نبوده‌است. متولیان این دوره مانند دورهٔ صفویه از میان سادات و علما انتخاب می‌شدند و به نیابت از شاه در امور مداخله می‌کردند، هر چند نفوذ آنها در این دوره به اندازه دورهٔ صفوی نبود.
از نکات مهم در این دوره تهیهٔ طومار علیشاهی، توسط «علی شاه» برادرزاده نادر بود که با کمک علما و صاحب‌منصبان آستان قدس انجام شد که وضعیت موقوفات را از حالت آشفتگی دورهٔ نادر درآورد و به نظم دورهٔ صفویه برگرداند. اسناد باقی‌مانده حاکی از نظم و ترتیب خاص کشیک‌ها و برقراری مواجب و تنظیم امور وقفی، بعد از تهیه طومار است.
| دوره | دوره                  | نام              | تاریخ آغاز مسئولیت | تاریخ پایان مسئولیت | توضیحات | منبع   |
| ---- | --------------------- | ---------------- | ------------------ | --- | --- | ------ |
|      | ۱                     | محمدرضا رضوی     | ۱۱۴۸ ه‍.ق            | ۱۱۵۳ ه‍.ق | محمدکاظم مروی از وی به عنوان متولی آستان قدس در زمان صلح بین نادرشاه و محمدحسین خان زعفرانلو یاد کرده‌است اما اینکه وی این منصب را به‌طور متوالی در سال‌های بعد برعهده داشته یا نه، به‌طور دقیق مشخص نیست. در شعبان ۱۱۴۷ه‍. ق، نادرشاه افشار، علاوه بر تولیت آستان قدس، تولیت مسجد جامع گوهرشاد را هم به میرزا محمدرضا واگذار کرد که براساس آن، امور تولیت حرم و مسجد گوهرشاد در یکدیگر ادغام گردید. | [ ۶۱ ] |
| ۲    | عبدالحی رضوی          | حدود۱۱۵۳ه‍. ق      | ۱۱۵۶ه‍. ق            | وی در عصر نادرشاه تولیت آستان و همچنین مسجد گوهرشاد را برعهده داشت. مُهر میرزا عبدالحی به عنوان متولی بر پشت برخی قرآن‌های خطی درج شده‌است. | [ ۶۲ ] |        |
| ۳    | سید محمد متولی        | ۱۱۵۶ه‍. ق          | ۱۱۶۰ه‍. ق            | از آنجا که حامیان حکومت صفوی توجه زیادی به سیدمحمد داشتند، این موضوع سبب نگرانی نادرشاه شد. از این رو با پیشنهاد منصب صدارت کل ممالک ایران و تولیت حرم او را به مشهد فراخواند. اما مادر سیدمحمد او و فرزندش را به اصفهان برگرداند. سیدمحمد بعد از فوت مادر تولیت آستان را برعهده گرفت. با توجه به سیاست‌های نادر در اداره موقوفات، به نظر می‌رسد سیدمحمد از اختیارات چندانی در اداره امور آستان برخوردار نبوده‌است. از مهم‌ترین اتفاقات دوره تولیت وی، مناظره‌اش با علما و مفتیان عثمانی و مسیحی و یهودی دربارهٔ حقیقت اسلام و شیعه بوده‌است.               | [ ۶۳ ] |        |
|      | ۴                     | محمدابراهیم رضوی | ۱۱۶۰ه‍. ق            | ۱۱۶۳ ه‍. ق | از سرگذشت وی در منابع آن زمان یادی نشده اما نام او در طومار علیشاهی و همچنین در شماری از اسناد آستان قدس به عنوان متولی آمده‌است. | [ ۶۴ ] |
|      | ۴                     | محمدابراهیم رضوی | ۱۱۶۰ه‍. ق            | ۱۱۶۳ ه‍. ق | از سرگذشت وی در منابع آن زمان یادی نشده اما نام او در طومار علیشاهی و همچنین در شماری از اسناد آستان قدس به عنوان متولی آمده‌است. | [ ۶۴ ] |
|      | ۴                     | محمدابراهیم رضوی | ۱۱۶۰ه‍. ق            | ۱۱۶۳ ه‍. ق | از سرگذشت وی در منابع آن زمان یادی نشده اما نام او در طومار علیشاهی و همچنین در شماری از اسناد آستان قدس به عنوان متولی آمده‌است. | [ ۶۴ ] |
|      | ۴                     | محمدابراهیم رضوی | ۱۱۶۰ه‍. ق            | ۱۱۶۳ ه‍. ق | از سرگذشت وی در منابع آن زمان یادی نشده اما نام او در طومار علیشاهی و همچنین در شماری از اسناد آستان قدس به عنوان متولی آمده‌است. |        |
| ۵    | میرزا داوود حسینی     | ۱۱۶۳ه‍.ق           | ۱۱۶۳ه‍.ق             | وی فرزند سیدمحمد متولی بود که در دوران چهل روزهٔ سلطنت پدرش به منصب تولیت گمارده شد. | [ ۶۵ ] |        |
|      | ۶                     | محمدعلی رضوی     | ۱۱۶۳ه‍. ق            | ۱۱۶۶ه‍. ق | وی فرزند محمدابراهیم رضوی بود. وی ظاهراً پس از تولیت چهل روزهٔ میرزا داوود به جای پدرش تولیت آستان قدس را عهده‌دار شد. در اسناد سجع مهر وی محمدعلی بن محمدابراهیم حسینی رضوی ثبت شده‌است. در منابع هم‌عصرش اطلاعی دربارهٔ سرگذشت وی نیامده است. | [ ۶۶ ] |
| ۷    | محمدشریف بن محمدبدیع  | ۱۱۶۶ه‍. ق          | ۱۱۷۸ه‍. ق            | پدر وی ملقب به آقاشریف بوده‌است. از محمدشریف به عنوان مفتی مشهد یاد شده‌است. همچنین در بین اسناد سال‌های ۱۱۴۹–۱۱۵۳ه‍.ق از وی به عنوان مدرس و خادم کشیک اول نام برده شده‌است. | [ ۶۷ ] |        |
| ۸    | محمدعلی رضوی          | ۱۱۷۸ه‍. ق          | ۱۱۸۱ه‍. ق            | وی برای بار دوم تولیت آستان قدس را بین سال‌های ۱۱۷۸ الی ۱۱۸۱ه‍.ق عهده‌دار شد. | [ ۶۸ ] |        |
| ۹    | ابوطالب حسینی اصفهانی | ۱۱۸۱ه‍. ق          | نامعلوم            | مدرس و فاضل بسطامی از وی به عناوین الفاضل‌الکامل، صاحب‌المفاخر و المناقب یاد کرده‌اند. در کتاب فوائدالصفویه اشاره شده که میرزاابوطالب از طرف میرزاخان، شاهزادهٔ اموی صفوی (شاهرخ افشار) نایب متولی روضهٔ رضویه بوده‌است. میرزا پیش از انتصاب به تولیت، مشاغلی چون خادمی ضریح مطهر، کلیدداری و مهرداری را داشته‌است. دربارهٔ چگونگی ورود وی در تشکیلات آستانه نقل است که یکی از خادم باشیان آستانه درگذشت و چون وارثی نداشت؛ منصب وی را به میرزا دادند. پس از چند روز، وزارت آستانه را بر آن افزودند و در مدت دو سال هفت منصب از مناصب آستانه را به دست آورد. | [ ۶۹ ] |        |

      = نادرشاه
      = عادل شاه
      = ابراهیم شاه
      = شاهرخ شاه
      = سلیمان دوم
      = شاه اسماعیل سوم

### دورهٔ قاجار

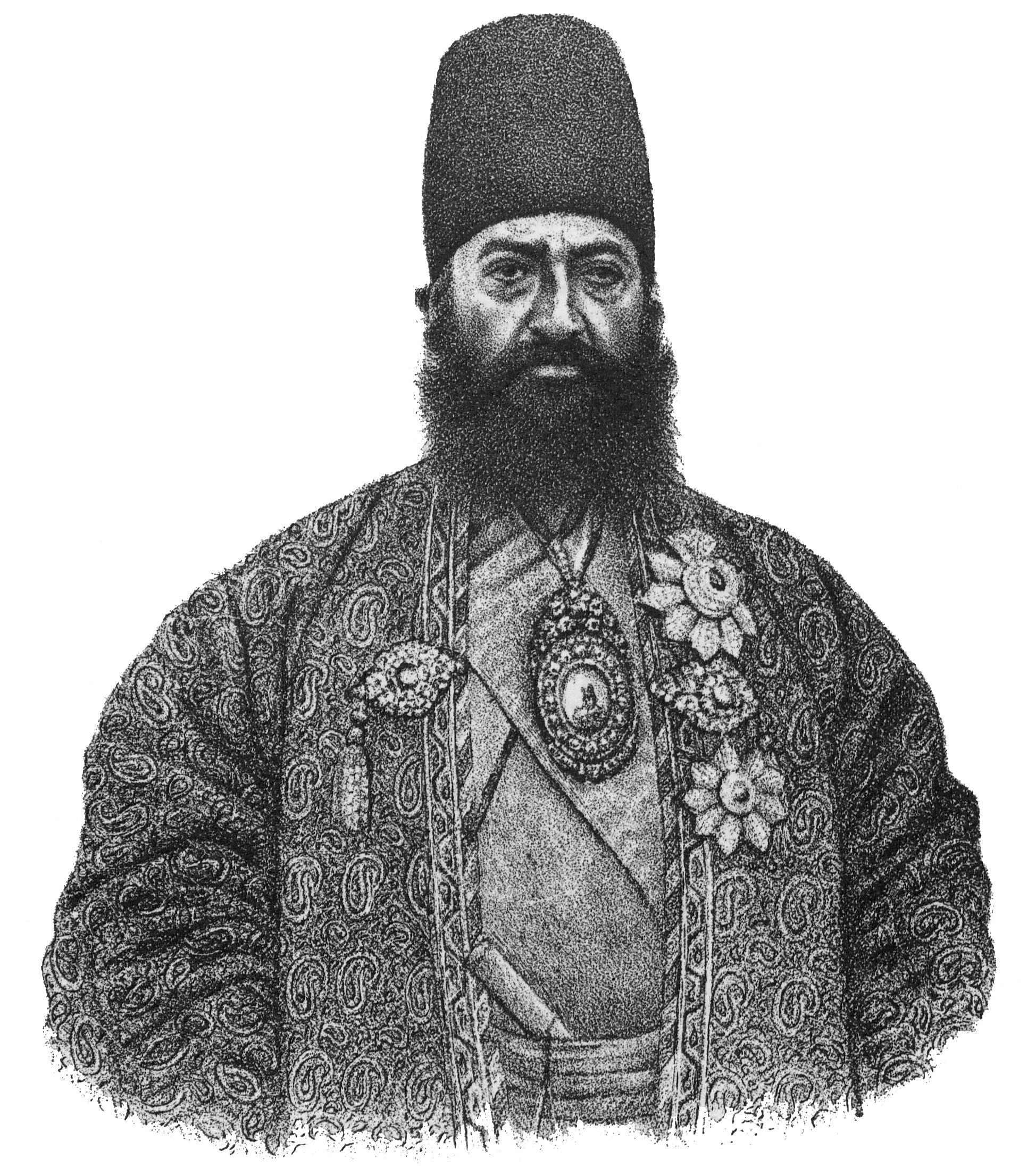
پیکرهٔ فتحعلی‌خان صاحب‌دیوان (اثر ابوتراب غفاری) یکی از متولیان آستان قدس در عصر قاجار

در دوران قاجار اختیارات تولیت آستان در منطقه خراسان به‌شدت افزایش یافت. به علت درگیری بین جانشینان شاهرخ نادری و هرج و مرج اوایل دوره قاجار، آستان قدس تا مدت‌ها از تولیت برخوردار نبود و اداره‌اش در اختیار صاحب منصبان و بزرگان آن بود. اسناد باقی‌مانده از آن دوره حاکی از آشفتگی و عدم نظم در امور آستانه است. در آن زمان این وضعیت تا آمدن میرزا موسی خان فراهانی ادامه داشت؛ با تلاش و کوشش وی اوضاع بهبود یافت و تولیت در دوره قاجار با دوره‌های قبلی تفاوت‌های ماهوی زیادی پیدا کرد. روزنامهٔ «Gazzete of Persia» در توصیف متولی این دوره می‌نویسد:
«در مشهد یک نظام حکومتی منحصربه‌فرد حکمفرماست که یکی دارای قدرت اداری غیرروحانی و والی ایالت است که از طرف شاه برگزیده می‌شود و دیگری روحانی و متولی باشی است که سرپرست حرم مطهر، سخنگو و نماینده امام است. قلمرو قدرت متولی باشی منحصراً در داخل بست و با وظایف معینی می‌باشد، چرا که دوگانگی قدرت حتی در داخل حرم به چشم می‌خورد. انتصاب متولی باشی از اختیارات شاه است و این منصب حقوق ثابت و معینی ندارد. این منصب الزاماً مختص به یک فرد روحانی نیست و نفوذ و اقتداری که معمولاً از طرف این مقام اعمال می‌شود، تقریباً هم‌طراز با قدرت روحانیت است و گاهی حتی از قدرت والی ایالت، بیشتر است».
چهار نکته در مورد تولیت در دوره قاجاریه حائز اهمیت است:
1. برخلاف متولیان دورهٔ صفوی و افشار که از میان علما و سادات انتخاب می‌شدند، متولیان دورهٔ قاجار از میان رجال حکومتی که اکثراً از مرکز فرستاده می‌شدند، انتخاب می‌گردیدند.
2. در دوره‌های پیشین بیشتر متولیان از افراد بومی خود استان انتخاب می‌شدند، ولی در این دوره تمام افراد بدون استثناء از تهران فرستاده می‌شدند.
3. برای اولین بار افرادی به صورت مشترک عهده‌دار تولیت آستان قدس و اداره ایالت شدند.
4. تمام متولیان دورهٔ قاجار نائب‌التولیه داشتند که از رجال سرشناس آستان قدس انتخاب می‌شدند و تولیت را در اداره امور یاری می‌رساندند. دستمزد متولیان این دوره نیز مانند قبل از عشر حق‌التولیه و حق‌النظاره موقوفاتی که متولی شرعی داشتند پرداخت می‌شد.[۷۰]

| دوره | دوره                         | نام                       | تاریخ آغاز مسئولیت | تاریخ پایان مسئولیت | توضیحات | منبع   |
| ---- | ---------------------------- | ------------------------- | ------------------ | --- | --- | ------ |
|      | ۱                            | محمدعلی حسینی             | ۱۲۱۸ه‍. ق            | ۱۲۴۷ه‍. ق | محمدولی میرزا بعد از تسخیر مشهد در رمضان ۱۲۱۸ه‍.ق تا سال ۱۲۲۰ه‍.ق خود شخصاً متولی آستانه بوده یا با کمک محمدعلی و محمدکاظم رضوی ناظر آستانه، امور آنجا را فیصله می‌داده‌است. در اولین سندی که از سال ۱۲۲۰ه‍.ق از آستان قدس باقی مانده، از محمدعلی با القاب صدارت و جلالت و تولیت و … نام برده شده که مشخص می‌شود در این زمان محمدعلی حسینی که قبلاً صدر بوده، اکنون متولی آستان قدس می‌باشد. از سال ۱۲۲۱ق قبض رسید پرداخت حق‌التولیه از محل موقوفات آستان به میرزامحمدعلی حسینی باقی مانده که وی آن را با سجع عبده محمدعلی الحسینی امضا کرده‌است. پس از این تا سال ۱۲۴۷ق نام و مهر او به عنوان متولی آستان بر اسناد باقی مانده‌است. | [ ۷۱ ] |
| ۲    | موسی فراهانی                 | ۱۲۴۷ه‍. ق                   | ۱۲۶۲ه‍. ق            | وی در هفده سالگی به وزارت عباس‌میرزا نایب السلطنه گماشته شد و تا سال ۱۲۴۶ یا ۱۲۴۷ه‍.ق در این مقام باقی ماند. بعد از آن فتحعلی‌شاه او را به عنوان متولی رسمی آستان قدس در عصر قاجار برگزید. مهم‌ترین اقدامات وی در آستان، علاوه بر احیای موقوفات، تأسیس دارالشفاء، ایجاد مهمان‌سرا، احیای سقاخانهٔ طلای صحن کهنه و نظم دادن به کار سقاها، گذراندن نهر سناباد از داخل صحن، تأسیس مکتب‌خانه برای اطفال بی‌بضاعت و یتیم و پرداخت هزینهٔ تحصیل آنان و وقف موقوفاتی برای این کار، پرداخت هزینهٔ سفر زائران بی‌بضاعت برای بازگشت آنان به موطنشان، تعمیرات اساسی بقعه و گلدسته‌ها و رواق‌ها، صحن نو و مسجد جامع گوهرشاد، ساخت دو درِنقره برای حرم، تنظیم امور خدمه و وقف منزل مسکونی خود در مشهد بر مصارف مقبرهٔ خود و وقف املاک و مستغلاتی در تبریز برای آستان قدس. | [ ۷۲ ] |        |
| ۲    | موسی فراهانی                 | ۱۲۴۷ه‍. ق                   | ۱۲۶۲ه‍. ق            | وی در هفده سالگی به وزارت عباس‌میرزا نایب السلطنه گماشته شد و تا سال ۱۲۴۶ یا ۱۲۴۷ه‍.ق در این مقام باقی ماند. بعد از آن فتحعلی‌شاه او را به عنوان متولی رسمی آستان قدس در عصر قاجار برگزید. مهم‌ترین اقدامات وی در آستان، علاوه بر احیای موقوفات، تأسیس دارالشفاء، ایجاد مهمان‌سرا، احیای سقاخانهٔ طلای صحن کهنه و نظم دادن به کار سقاها، گذراندن نهر سناباد از داخل صحن، تأسیس مکتب‌خانه برای اطفال بی‌بضاعت و یتیم و پرداخت هزینهٔ تحصیل آنان و وقف موقوفاتی برای این کار، پرداخت هزینهٔ سفر زائران بی‌بضاعت برای بازگشت آنان به موطنشان، تعمیرات اساسی بقعه و گلدسته‌ها و رواق‌ها، صحن نو و مسجد جامع گوهرشاد، ساخت دو درِنقره برای حرم، تنظیم امور خدمه و وقف منزل مسکونی خود در مشهد بر مصارف مقبرهٔ خود و وقف املاک و مستغلاتی در تبریز برای آستان قدس. | [ ۷۲ ] |        |
| ۳    | اللهیارخان آصف‌الدوله         | ۱۲۶۲ه‍. ق                   | ۱۲۶۲ه‍. ق            | اللهیارخان مناصبی چون ایشیک‌آقاسی‌باشی، سالاربار و حکومت ولایات و مأموریت‌های نظامی متعددی را برعهده گرفت. دورهٔ صدارت وی همزمان با شروع جنگ دوم ایران و روسیه بود. او خود از مسببان جنگ بود ولی کارشکنی‌های عمدی و غیرعمدی وی باعث گردید تا تبریز به اشغال روس‌ها درآید و زمینهٔ عقد مصالحهٔ ترکمانچای فراهم شود. همچنین طی سیزده سال زمامداری خراسان، مناسبات دوستانه و نزدیکی با عوامل بیگانه به‌ویژه انگلیس داشت. وی در سال ۱۲۵۷ق در جنوب دارالضیافه و شرق گنبد حاتم خانی، رواقی بنا کرد که به دارالسعاده شهرت یافت. وی همچنین ایوان طلای صحن نو را مرمت کرد و در برخی از اقدامات میرزاموسی خان فراهانی نیز مشارکت داشت. در سال ۱۲۶۲ه‍.ق برای مدت کوتاهی نیابت تولیت را برعهده گرفت اما چون اخبار تمرد و شورش او و پسرش به تهران رسید، محمدشاه متولی جدیدی برای آستانه برگزید. | [ ۷۳ ] |        |
| ۴    | عبدالله خوئی                 | ۱۲۶۲ه‍. ق                   | ۱۲۶۴ه‍. ق            | در دوران حکومت وی بحران و شورشی وجود داشت که به بحران سالار نیز معروف شده‌است. این بحران ناشی از جاه‌طلبی شخصی آصف‌الدوله سالار برای دستیابی و گسترش حوزه قدرت سیاسی بود. از طرف دیگر عملکرد نادرست مقامات دولت مرکزی به‌ویژه آقاسی در مقام صدارت، در شکل‌گیری، گسترش و تشدید آن نقش اساسی داشت. افزون براین، برخی رفتارهای ناخوشایند فرماندهان و بدنه نیروهای نظامی اعزامی به خراسان برای رویارویی با بحران با اهالی، انگیزه گرایش به سالار را به شدت تقویت کرد. اما عبدلله خویی در دوران تولیت خود با همِهٔ طبقات مردم رفتار مناسبی داشت و او با شورشیان همراهی نداشت و نهایتاً رجب مروی، سردستهٔ اشرار وی را در مسجد جامع گوهرشاد به قتل رسانید. در این ماجرا، اشرار و فرصت‌طلبان به غارت اثاثیه و اموال آستان پرداختند. | |        |
|      | ۵                            | محمدرحیم بروجردی          | ۱۲۶۶ه‍. ق            | ۱۲۶۸ه‍. ق | وی به علت سکونت در ناحیهٔ بالاخیابان، به بالاخیابانی شهرت یافت. او در حوزهٔ علمیهٔ مشهد به تدریس و تألیف پرداخت. شرح مختصر نافع، شرح جوامع‌الکلام فی قواعدالاحکام علامه حلی، الهدیه الرضویه و رساله‌ای در اثبات سیادت از جمله آثار اوست. وی به دستور میرزاتقی‌خان امیرکبیر به تولیت آستان منصوب شد. | [ ۷۶ ] |
| ۶    | عبدالباقی منجم‌باشی           | ۱۲۶۸ه‍. ق                   | ۱۲۷۰ه‍. ق            | مدت و تاریخ آغاز و انجام تولیت او مورد اختلاف می‌باشد. در زمان تولیت وی قسمتی از پایین دیوارهای صحن نو (آزادی) سنگ‌کاری شد. همچنین وقف نامه‌های آستان قدس در کتابی به خط عبدالمؤمن بن ابی‌القاسم الحسینی جمع‌آوری و رونویسی گردید. | [ ۷۷ ] |        |
| ۷    | فضل‌الله وزیرنظام نوری        | ۱۲۷۰ه‍. ق                   | ۱۲۷۲ه‍. ق            | وی پس از مرگ محمدشاه مدتی حاکم قم بود. ریاست قشون آذربایجان و لقب وزیرنظام توسط آقاخان نوری برادر میرزافضل الله به وی داده شد. وی اندکی بعد سمت وزارت و پیشکاری حمزه‌میرزای حشمت‌الدوله را دریافت کرد. بعضی اقدامات وزیرنظام عبارت‌است از: مرمت و تزیین ایوان طلا و سقاخانه، تعمیر مسجدجامع گوهرشاد، برچیدن دکان‌های مزاحم پایین خیابان، ساخت حمام و بازار حضرت از وجوه حق‌التولیه، احداث کاروانسرا و بازاری بزرگ در جنب غربی صحن کهنه و جنوب بست بالا که بعداً به بازار وزیرنظام شهرت یافت، ساخت عمارت اعیان بالای حوض انبار صحن عتیق، موسوم به دارالتولیه، احداث کاروان‌سرایی در جنوب صحن نو برای صنف جواهریان و فیروزه‌تراشان، تعمیر بازارهای آغچه و عباسقلی‌خان و اختصاص آنها به صنف سنگ‌تراشان و سراجان و دیگر کسبه، نصب چهارجفت درِنقره در حرم، تذهیب و مرمت درِطلای مرصع جواهرنشان ضریح، احداث حوضی بزرگ در صحن نو، تزیین و تعمیر دارالحفاظ، دارالسیاده، توحیدخانه و غرفه‌های صحن، اتمام سنگ قسمتی از پایین دیوارهای صحن نو، مفروش کردن خیابان‌های علیا و سفلی با خشت پخته و سنگ خام، دیوارکشی کناره‌های نهر خیابان، مفروش کردن هر دو صحن مقدس با سنگ مرمر، نصب چراغدان‌های بلور و قندیل‌هایی در حجره‌های دو صحن و منارههای حرم و مسجد گوهرشاد. | [ ۷۸ ] |        |
| ۸    | محمدحسین عضدالملک قزوینی     | ۱۲۷۲ه‍. ق                   | ۱۲۷۷ه‍. ق            | وی مدتی مقام صدر دیوان‌خانه را داشت و از سال ۱۲۶۷ تا ۱۲۷۰ه‍.ق به سفارت ایران در روسیه برگزیده شد. پس از بازگشت از روسیه به منظور قدردانی از حسن انجام سفارتش، به عضدالملک ملقب و وزارت وظایف و اوقاف به او واگذار شد. یکی از اولین و شاید مهم‌ترین کارهای وی در دوره تولیت، گردآوری فهرستی از املاک و مستغلات موقوفات آستان قدس است که به طومار عضدالملک معروف شد. همچنین یک رشته قنات را در میان‌ولایت مشهد همراه با اراضی آن از مالکان خریداری و برای عزاداری روزهای وفات و شام خدام و روضه‌خوان در آن ایام و انعام و مستمری فقرای سادات و خدام وقف کرد. | [ ۷۹ ] |        |
| ۹    | جعفر مشیرالدوله تبریزی       | ۱۲۷۸ه‍. ق                   | ۱۲۷۹ه‍. ق            | وی در جمادی‌الاخر ۱۲۳۰ه‍.ق به دستور عباس میرزا نایب‌السلطنه در شمار دومین هیئت محصلان برای کسب علم ریاضی و مهندسی رهسپار اروپا شد. در سال ۱۲۵۲ه‍.ق محمدشاه قاجار او را به عنوان سفیر کبیر ایران به استانبول فرستاد. وی همچنین چندین بار به عنوان نمایندهٔ ایران در هیئت‌های حل اختلاف مرزی با عثمانیان حضور یافت. در سال ۱۲۷۵ه‍.ق ریاست شورای رسیدگی به کارهای مملکت را برعهده گرفت. در سال ۱۲۷۸ه‍.ق با حکم ناصرالدین شاه به عنوان متولی آستان قدس رهسپار مشهد شد. وی در تنظیم امور مهمان‌سرا و ترتیب پذیرایی از زوار و خدام کوشید. همچنین دارالشفای حرم را که روبروی درِمسجد جامع گوهرشاد قرار داشت و فضای آن کافی نبود به ساختمان جدید در بالاخیابان منتقل کرد البته مرگ به او مهلت تکمیل بنای جدید را نداد و فرزندش به وصیت پدر و با استفاده از اموال خاصهٔ او آن را کامل کرد. | [ ۸۰ ] |        |
| ۱۰   | علی‌اکبر قوام‌الملک شیرازی     | ۱۲۷۹ه‍. ق                   | ۱۲۸۲ه‍. ق            | وی در سال ۱۲۲۶ه‍.ق به منصب اجدادی‌اش، کلانتری فارس رسید و در سال ۱۳۴۵ه‍.ق لقب قوام‌الملک را از شاه دریافت کرد. قوام‌الملک در ساخت اماکن خیریه کوشا بود. ساخت کاروان‌سرایی در کازرون، آب‌انباری در بوشهر، مدرسه و حسینیه‌ای در شیراز و تعمیر اساسی مسجد جامع جدید شیراز، نشان‌دهندهٔ اهتمام او به عمران و آبادانی است. او در سال ۱۲۷۵ه‍.ق به قصد زیارت به مشهد آمد و هدایایی را به حرم تقدیم کرد. وی در سال ۱۲۷۹ه‍.ق به منصب متولی‌باشی‌گری روضهٔ رضوی نائل آمد و با لقب جنابی عازم خراسان شد. ساخت نقاره‌خانه در بالای ایوان شرقی صحن کهنه از اقدامات اوست. | [ ۸۱ ] |        |
| ۱۱   | محمدحسین عضدالملک قزوینی     | ۱۲۸۲ه‍. ق                   | ۱۲۸۳ه‍. ق            | وی برای بار دوم از صفر۱۲۸۲ تا ذیحجهٔ ۱۲۸۳ه‍.ق به تولیت منصوب گردید. ایجاد دارالتولیه در بالای بازار متصل به صحن، انتقال دفترخانه به صحن کهنه (انقلاب)، دستور ثبت وقایع روزانه و دادن گزارش آن به سرکشیک و خادم‌باشی، ایجاد مهمانخانه برای زوار و فقرا و برقراری ناهار برای خدمه، اهدای عیدی در عید نوروز و غدیر به اهل علم و سادات، افزایش شمع‌ها و روشنایی حرم بخشی از اقدامات وی در دورهٔ تولیتش می‌باشد. | [ ۸۲ ] |        |
| ۱۲   | محمدخان سپهسالار             | ۱۲۸۳ه‍. ق                   | ۱۲۸۴ه‍. ق            | وی در سال ۱۲۶۷ه‍.ق به حکومت سمنان و دامغان منصوب گردید. در سال ۱۲۷۵ه‍.ق به عنوان وزیر جنگ و عضو شورای دولتی شد و به سپهسالار ملقب گردید. یکی از مأموریت‌هاتی مهم او در جنگ با ترکمانان گمش تپه و ساحل اترک در ۱۲۸۰ه‍.ق بود که در همین سال، نشان اقدس و لقب سپهسالار اعظم را از ناصرالدین‌شاه دریافت کرد. در سال ۱۲۸۱ه‍.ق به مقام وزارت اعظم برگزیده شد. اما در سال ۱۲۸۳ه‍.ق از صدارت عظمی برکنار شد و تنها وزارت جنگ در اختیار او باقی ماند. نهایتاً در سال ۱۲۸۳ه‍.ق ناصرالدین‌شاه او را در مقام پیشکاری حسین‌میرزا جلال‌الدوله پسر خردسال خود، به حکومت ایالات خراسان و سیستان و تولیت آستان قدس گماشت. از جمله اقدامات وی تعمیر آینه‌کاری و تزیین توحیدخانهٔ حرم، طاق‌بندی دکان‌های بست بالاخیابان و پایین‌خیابان مشهد، نصب دو سنگ عمودی در تپه سلام که متن زیارت‌نامهٔ علی‌بن موسی الرضا برروی آن‌ها کنده‌کاری شده بود، احداث راه نیشابور به مشهد و راه ارابه‌رو دیزآباد به مشهد بوده‌است. | [ ۸۳ ] |        |
| ۱۳   | محمد مجدالملک سینکی          | ۱۲۸۴ه‍. ق                   | ۱۲۸۵ه‍. ق            | سینکی تا پیش از انتصاب به تولیت مدتی در وزارت امور خارجه به کار مشغول بود و در سال‌های ۱۲۷۹ تا ۱۲۸۲ه‍.ق مقام وزارت وظائف و اوقاف را برعهده داشت. وی پس از اینکه به تولیت آستان قدس منصوب شد، لقب مجدالملک به او داده شد. وی به دستور ناصرالدین‌شاه مدرسهٔ میرزاجعفر را از محل درآمد موقوفات تعمیر کرد و تعدادی دکان در کنارسرای ناصری ساخت و آن‌ها را وقف آستان قدس کرد. همچنین برای برابرشدن دخل و خرج آستانه به دستور شاه برای سادات وظیفه مقرر کرد و برای جلوگیری از تغییر و تخریب و غارت اموال آستان قدس دستور داد فهرستی از موقوفات منقول و غیرمنقول تهیه گردد که به نام کتابچهٔ موقوفات آستان قدس معروف است. وی در سال ۱۲۸۵ه‍.ق از منصب تولیت برکنار شد و از سال ۱۲۹۰ه‍.ق تا پایان عمر مقام وزارت وظائف و اوقاف را برعهده داشت. | [ ۸۴ ] |        |
| ۱۴   | محمدحسین دبیرالملک فراهانی   | ۱۲۸۵ه‍. ق                   | ۱۲۸۷ه‍. ق            | وی ابتدا منشی امیرکبیر بود و کتابی دربارهٔ اوضاع تاریخی، جغرافیایی، سیاسی و اقتصادی جهان فراهم آورد. در سال ۱۲۷۰ه‍.ق لقب دبیرالملک یافت و در سال ۱۲۷۳ه‍.ق احکام‌نویس نظام شد. بعدها در سال ۱۲۸۳ه‍.ق ناصرالدین شاه دبیرالملک را متصدی ادارهٔ امور حکومتی تهران و خالصه‌جات، حکومت کرمان و عراق و درجزین، وزارت رسائل و چاپارخانه‌های راه آذربایجان کرد. در محرم سال ۱۲۹۰ه‍.ق علاوه بر وزارت رسائل، وزارت کشور نیز به او سپرده شد. دبیرالملک در زمانی که بر منصب تولیت بود یک طاقه عمامهٔ سبز و عصای مرصع به وی داده شد. اسنادی از دورهٔ تولیت او راجع به هزینه‌های تعمیر و نگهداری قنوات و املاک آستان قدس باقی مانده‌است. | [ ۸۵ ] |        |
| ۱۵   | ابوالقاسم معین‌الملک          | ۱۲۸۷ه‍. ق                   | ۱۲۸۸ه‍. ق            | میرزاابوالقاسم مستوفی اصفهانی ملقب به معین‌الملک از مستوفیان عصر قاجار بود. وی در سال ۱۲۷۶ه‍.ق به پیشکاری بهرام میرزا معزالدوله و در سال ۱۲۷۷ه‍.ق به سمت لشکرنویس‌باشی‌گری تعیین گردید. و بعدها به تولیت آستان قدس رضوی منصوب شد که در منابع اشاره شده درِنقره‌ای که به‌واسطهٔ آن از ایوان طلای صحن نو وارد دارالسعاده می‌شوند در عهد تولیت وی از موقوفات آستانه ساخته شده‌است. | [ ۸۶ ] |        |
| ۱۶   | محمد میرزا سیف‌الدوله قاجار   | ۱۲۸۸ه‍. ق                   | ۱۲۹۰ه‍. ق            | محمدمیرزا در دورهٔ تولیت خود پاره‌ای اقدامات را در آستان به انجام رساند که شرح آن را در سفرنامه‌اش آورده‌است. برخی از اقدامات وی به شرح ذیل می‌باشد: گذشته از تنقیه قنوات و تعمیر مزارع، کشیک‌خانهٔ خدام را که در جایی بسیار تنگ و بدوضع بوده برچیده و از نو بنای عالی ساخته و کتابخانه را برروی همین کشیک‌خانه بنا نهاده‌است. همچنین در باغ وقفی آصف‌الدوله عمارت خوبی برای توقف متولی ساخته که ناتمام مانده‌است. در برخی اسناد نیز به مواردی چون تعمیر و مرمت قسمت‌هایی از سردر صحن نو، خان ناصری، کفش‌کن صحن نو و مواردی از این قبیل اشاره شده‌است. اما برجسته‌ترین اقدام وی، انتقال کتابخانهٔ آستانه از ضلع جنوب شرقی ایوان نادری به قسمت فوقانی مدرسهٔ علی‌نقی میرزا بوده‌است. علاوه بر آن، سیف‌الدوله قریهٔ حسن‌آباد سرجام را به مبلغ هشت‌هزار تومان خریداری کرده و جزء موقوفات آستان قدس درآورده است. | [ ۸۷ ] |        |
| ۱۷   | سعیدخان مؤتمن‌الملک انصاری    | ۱۲۹۰ه‍. ق                   | ۱۲۹۷ه‍. ق            | ناصرالدین شاه در سال ۱۲۶۷ه‍.ق زمانی که میرزا سعید منشی رسائل خاصه بود یا در سال ۱۲۶۸ه‍.ق که به سرپرستی وزارت امور خارجه گمارده شد، او را به مؤتمن‌الملک ملقب کرد. در سال ۱۲۶۹ه‍.ق شاه رسماً وی را به عنوان وزیرامور خارجه ایران برگزید و به او لقب جناب داد. همچنین در سال ۱۲۸۳ه‍.ق علاوه بر وزارت امورخارجه، عهده‌دار ادارهٔ ولایات کرمانشاهان، لرستان، نهاوند، خرقان، تذکرهٔ سرحدات و حفظ و آسایش اتباع بیگانهٔ مقیم ایران گردید. در سال ۱۲۸۶ه‍.ق حکومت گیلان نیز به مناصب وی افزوده شد و در سال ۱۲۸۸ه‍.ق به عضویت دارالشورای کبری درآمد. بعد از اینکه به تولیت آستان قدس منصوب شد اقداماتی را انجام داد که برخی از آنها عبارت‌اند از: قراردادن شبکه‌های مسی مطلا برروی ضریح فولادی دوم برای محافظت جواهرات آن و حفظ نذورات از دستبرد، انجام پاره‌ای تعمیرات در سردرِ صحن کهنه (ایوان ساعت)، تهیهٔ اولین فهرست کتاب‌ها و قرآن‌های کتابخانهٔ آستان قدس رضوی مندرج در ذیل جلد دوم مطلع‌الشمس، خرید و وقف روستای کشف میان‌ولایت بر فقیران و نظافت صحن‌های مطهر. میرزاسعید در سال ۱۲۹۷ه‍.ق بار دیگر به‌جای سپهسالار وزیر امور خارجه شد و در مجموع حدود ۳۲ سال در مصدر وزارت خارجه باقی ماند.                                                                           | [ ۸۸ ] |        |
| ۱۸   | مصطفی مؤتمن‌الدوله            | ۱۲۹۰ه‍. ق                   | ۱۲۹۸ه‍. ق            | وی فرزند میرزا سعید خان بود که به واسطهٔ پدرش وارد هر دو دستگاه شد و به مقاماتی دست یافت. در سال ۱۲۹۰ه‍.ق هم‌زمان با میرزا بدرالدین عهده‌دار مقام نایب‌التولیه بودند که از میرزا مصطفی با عنوان نیابت تولیت خاصه شریفهٔ مقدسه و از میرزا بدرالدین با عنوان نایب‌التولیهٔ آستان قدس نام برده شده‌است. درِتوحیدخانه از چوب شمشاد در حرم از وقفیات میرزا مصطفی می‌باشد. | [ ۸۹ ] |        |
| ۱۹   | محمدتقی میرزا رکن‌الدوله      | ۱۲۹۷ه‍. ق                   | ۱۲۹۸ه‍. ق            | وی در یازده سالگی به حکومت تهران منصوب شد و در سال ۱۲۸۳ق پس از انتصاب به حکمرانی زنجان، به رکن‌الدوله ملقب گردید. او چندین مرتبه به حکومت خراسان و سیستان منصوب شد. در ربیع‌الاول ۱۲۹۳ه‍.ق هم‌زمان با قبول حکمرانی خراسان، به خادمی کشیک چهارم نیز مفتخر گردید. در سال ۱۲۹۷ه‍.ق تولیت آستان را نیز برعهده گرفت. | [ ۹۰ ] |        |
| ۲۰   | حسین‌خان سپهسالار             | ۱۲۹۸ه‍. ق                   | ۱۲۹۸ه‍.ق             | وی سال‌های متمادی به امور دیوانی کشور و خدمت در کنسولگری‌ها و سفارت‌خانه‌های ایران اشتغال داشت و به دریافت القاب مشیرالدوله و سپهسالار نائل شد. او در سال ۱۲۸۸ه‍.ق با حکم ناصرالدین شاه به صدراعظمی رسید. به دستور وی دارالسیاده تزیین و آینه‌کاری شد. همچنین به امر او حوض حوضخانه را دوباره حفر کردند و آب انداختند. | [ ۹۱ ] |        |
| ۲۱   | محمدتقی میرزا رکن‌الدوله      | ۱۲۹۹ ه‍. ق                  | ۱۳۰۱ ه‍. ق           | بعد از انتصاب مجدد وی به تولیت آستان، رکن‌الدوله دستور داد تا نخستین نظام‌نامهٔ مخصوص خدمت در اماکن متبرکه، برای برقراری نظم و انتظام در امور کشیک‌های پنج‌گانه تدوین گردد. رکن‌الدوله در ربیع‌الاخر۱۳۰۰ه‍.ق از حکومت خراسان برکنار و سلطان مرادمیرزا حسام‌السلطنه به جای وی منصوب شد اما وی قبل از حرکت به طرف مشهد، در تهران درگذشت و مجدد رکن‌الدوله به تولیت آستان منصوب شد. وی به دستور ناصرالدین شاه به تعمیر دارالسیاده پرداخت و دیوارها و سقف آن را آینه کاری و مرمت کرد و سه هزار تومان مخارج آن را از موقوفات پرداخت. | [ ۹۲ ] |        |
| ۲۲   | عبدالوهاب آصف‌الدوله شیرازی   | ۱۳۰۱ ه‍. ق                  | ۱۳۰۳ ه‍. ق           | وی در تهران به علیقلی میرزا اعتضادالسلطنه، وزیر علوم معرفی شد. در سال ۱۲۷۴ه‍.ق به معاونت امور خارجه رسید و خلعت شاهانه دریافت کرد. در فاصلهٔ سال‌های ۱۲۹۰ تا ۱۳۰۱ه‍.ق دوبار وزیر تجارت شد. در شوال ۱۳۰۱ه‍.ق ناصرالدین شاه لقب آصف‌الدوله را با شمشیری مرصع به وی اعطا کرد. آصف‌الدوله در سال ۱۳۰۳ه‍.ق با ساختن جذام‌خانه در اراضی محراب‌خان، جذامیان را در آنجا سکنا داد. او فرمان داد تا از طلاب مدارس علمیه امتحان به عمل آید و برای هر مدرسه ناظمی ویژه معین کرد تا طلاب موجه در حوزه‌ها درس بخوانند. به سقاخانهٔ اسماعیل طلایی می‌رسید، از ورود افراد ناباب به داخل چهاربست آستان جلوگیری کرد، مقرری متنفذان آستان را قطع کرد. پس از عزل وی از تولیت آستان و پس از بازگشت به تهران، دوات الماس‌نشان و رشته‌ای کاغذبند آراسته به مروارید را دریافت کرد و جزء وزرای حضور شد. | [ ۹۳ ] |        |
| ۲۳   | محمدعلی صدرالممالک قزوینی    | ۱۳۰۳ه‍. ق                   | ۱۳۰۶ه‍. ق            | سلسله نسب وی به جعفربن محمدالصادق می‌رسد. او در سال ۱۲۸۶ه‍.ق ملقب به صدر دیوان‌خانه (صدرالممالک) شد. وی اولین بار در ربیع‌الاخر سال ۱۳۰۳ه‍.ق تولیت آستان را عهده‌دار شد. | [ ۹۴ ] |        |
| ۲۴   | محمدتقی میرزا رکن‌الدوله      | ۱۳۰۶ه‍. ق                   | ۱۳۰۸ه‍. ق            | وی برای چهارمین بار در سال ۱۳۰۶ه‍.ق به تولیت آستان رسید و پس از آن برای مدتی حاکم فارس و بنادر شد، تا اینکه در سال ۱۳۱۴ه‍.ق برای آخرین بار به حکومت خراسان رسید و تا پایان عمر حاکم خراسان باقی ماند. | [ ۹۵ ] |        |
| ۲۵   | فتحعلی‌خان شیرازی             | ۱۳۰۸ه‍. ق                   | ۱۳۱۰ه‍. ق            | فتحعلی‌خان در سال ۱۲۵۶ه‍.ق به مقام استیفای دیوان نایل شد. وی در سال ۱۲۷۵ه‍.ق با منصب صاحب دیوانی روانهٔ حکومت یزد شد. در سال ۱۲۸۰ه‍.ق حاکم خوزستان و لرستان شد و در ۱۲۸۴ه‍.ق به عنوان پیشکار ظل‌السلطان همراه او روانهٔ اصفهان گردید و بعد از گذشت مدتی حکومت اصفهان را به دست گرفت. بعدها که تولیت آستان به او واگذار شد، در این مقام کار چشمگیری انجام نداد اما با به جای گذاشتن موقوفاتی، نام خود را ماندگار کرد. بر اساس وقف نامه، عواید این موقوفه‌ها برای اموری چون روشنایی حرم، جشن و اطعام در روز تولد حسین بن علی، روضه خوانی دهه محرم و … به مصرف می‌رسد. | [ ۹۶ ] |        |
| ۲۶   | ابوالفتح میرزا مؤیدالدوله    | ۱۳۱۰ه‍. ق                   | ۱۳۱۳ه‍. ق            | وی در سال ۱۲۸۷ه‍.ق به نیابت پدرش به حکومت یزد رسید. سپس به ترتیب حاکم اصفهان و کردستان شد و در ۱۲۹۸ق به مؤیدالدوله ملقب گردید. از ۱۳۰۳ تا ۱۳۰۸ه‍.ق دوبار حاکم گیلان شد و بعد هم متولی آستان قدس شد که البته عملکرد خوبی در خراسان از خود نشان نداد. مؤیدالدوله در زمان تولیت خود، املاکی را وقف حرم کرد. وی پس از عزل از حکومت خراسان، مدتی نیز حاکم فارس شد. | [ ۹۷ ] |        |
|      | ۲۷                           | محمدعلی صدرالممالک قزوینی | ۱۳۱۳ه‍. ق            | ۱۳۱۴ه‍. ق | او در صفر سال ۱۳۱۳ه‍.ق برای بار دوم به تولیت آستان قدس منصوب شد. علاوه بر اشاره به نام یا مهر او در این سال‌ها، در نامه‌ای به سبب لیاقتش در پرداخت قروض، ازدیاد درآمد و کم‌کردن هزینه‌های آستان از وی به نیکی یاد شده‌است. همچنین مالیات دیوانی املاک موقوفات آستان را که صرف ناهار و سوخت چلچراغ شاهی می‌شد و بقیه‌اش را مباشران دربار تحصیل می‌کردند را صرف تعمیرات حرم کرد. | [ ۹۸ ] |
| ۲۸   | غلامرضا آصف‌الدوله شاهسون     | ۱۳۱۴ه‍. ق                   | ۱۳۱۴ه‍. ق            | وی در سال ۱۲۹۱ه‍.ق لقب شهاب‌الملک گرفت. سپس به ترتیب به حکومت کرمان، کرمانشاه، مازندران و خوزستان رسید. او در سال ۱۳۱۳ق با پرداخت رشوه‌ای به ناصرالدین شاه، پیشکار سالارالسلطنه در خراسان شد و لقب آصف‌الدوله یافت و در رجب ۱۳۱۴ متولی‌باشی آستان شد. | [ ۹۹ ] |        |
| ۲۹   | میرزا محمود مدیرالدوله       | ۱۳۱۴ه‍. ق                   | ۱۳۱۶ه‍. ق            | میرزامحمود با لقب مستوفی نظام به خدمت وزارت لشکر درآمد. ارتقای او در دوران مظفرالدین شاه صورت گرفت. در ذی‌حجهٔ ۱۳۱۴ه‍.ق مظفرالدین شاه در فرمانی مدیرالدوله را به سبب لیاقت و خدماتش، به نیابت تولیت آستان برگزید. میرزامحمود در دوران تولیت خود، بر عایدی اجارهٔ املاک آستانه هشت هزار تومان افزود و مواجب خدام را برخلاف سابق نقدی پرداخت. وی کاری کرد که چهارهزار تومان هم بر دخل آستانه افزود و دوازده هزار تومان حق‌التولیه خود را نیز تقدیم مخارجات آستانه کرد. همچنین بعضی دیگر از خدمات وی که در تاریخ ثبت شده عبارت‌اند از: تعمیر مسجد بالاسر و قسمت‌های تخریب شدهٔ گنبد الله وردی خان، آینه کاری دارالحفاظ و طاق توحیدخانه و همچنین نصب مجدد آینه‌های داخل حرم بوده‌است. محمودخان وقفیاتی نیز داشته‌است. پس از عزل از نیابت تولیت، وزارت لشکر، وزارت وظائف و اوقاف، وزارت جلیله لشکر و لشکرنویسی‌باشی گری کل ممالک محروسه به وی واگذار شد. | [ ۱۰۰ ] |        |
| ۳۰   | محمدرضا صدیق‌الدوله نوری      | ۱۳۱۶ه‍. ق                   | ۱۳۱۹ه‍. ق            | او در سال ۱۲۷۹ه‍.ق به مقام وزارت و پیشکاری در آذربایجان منصوب گردید. از ابتدای سال ۱۳۰۲ تا ۱۳۱۰ه‍.ق رئیس خالصه‌جات شاهی بود و در سال ۱۳۱۱ه‍.ق وزیر تهران شد. زمانی که به تولیت آستان منصوب شد دستور داد خلاصهٔ وقف‌نامه‌های آستان را تدوین کنند. همچنین به فرمان او نهر خیابان علیا و سفلی تعمیر و طارم چوبی بلندی به رنگ پرچم ایران در دو طرف نهر ساخته شد. چراغ‌های معروف به چراغ‌گاز در سراسر خیابان نصب و نام خیابان به مظفریه تغییر یافت. | [ ۱۰۱ ] |        |
| ۳۱   | سلطان حسین میرزا نیرالدوله   | ۱۳۱۹ه‍. ق                   | ۱۳۱۹ه‍. ق            | در سال ۱۳۰۵ه‍.ق پس از درگذشت پدر، لقب نیّرالدوله را از او به ارث برد و در سال ۱۳۰۹ه‍.ق منصب امیرتومانی به وی داده شد. نیّرالدوله چند سالی حاکم نیشابور بود و همچنین حکومت سرولایت و سبزوار و غیره ضمیمهٔ حکومتش گردید و در این مدت املاک خوب و مرغوب نیشابور را به تصرف درآورد. در زمان حکومت وی در خراسان، عده‌ای از مخالفان که از ملاکان بودند گندم را احتکار و باعث گرانی نان شدند. از این‌رو، اهالی علیه حاکم قیام کردند. نیّرالدوله دو کار مهم کرد: تسطیح و سهل‌العبور کردن راه ناهموار شریف‌آباد برای رفاه حال زائران علی بن موسی الرضا و همچنین احیا کردن قنات بایر آب‌میرزا و آب را به صحن قدس آورد. | [ ۱۰۲ ] |        |
| ۳۲   | ابوالقاسم نصیرالملک شیرازی   | ۱۳۱۹ه‍. ق                   | ۱۳۲۰ه‍. ق            | وی از سال ۱۳۱۹ تا اواسط ۱۳۲۰ه‍.ق متولی‌باشی آستان قدس بود و پس از آن در سال ۱۳۲۱ه‍.ق به وزارت و پیشکاری سالارالدوله منصوب شد. در زمان تولیت وی دارالشفاء تجهیز و به احوال بیماران رسیدگی شد. همچنین یک باب دکان وصل به دکان‌های موقوفهٔ صاحب دیوانی را برای مصرف روشنایی و اسقاط چراغ راهرو کشیک‌خانهٔ خدام آستان قدس وقف کرد. | [ ۱۰۳ ] |        |
| ۳۳   | مهدی‌قلی میرزا سهام‌الملک      | ۱۳۲۰ه‍. ق                   | ۱۳۲۲ه‍. ق            | وی مناصب متعددی در حکومت داشت. من جمله متصدی امور چاپارخانه‌ها شد. همچنین حکمرانی گلپایگان و خوانسار و فرمانداری یزد هم به وی محول شده بود. ظاهراً به‌خاطر خدمتش به ظل‌السلطان یا حسام‌السلطنه، منصب امیرتومانی نیز داشته‌است. بعد از اینکه تولیت آستان به وی داده شد اقداماتی انجام داد که بعضی از آنها عبارت‌است از: تعمیر آینه‌کاری دارالحفاظ و مرمت سراچهٔ وزیرنظام، راه‌اندازی کارخانهٔ برق در بست علیا برای تأمین روشنایی حرم. از وقفیات سهام‌الملک، وقف اعیان دکان‌های یکی از راهروهای صحن عتیق مجاور آب انبار برای ملبوس زوار و طلاب علوم دینی و اعیان بازارچهٔ شماع‌خانه برای مصارف تعزیه‌داری و روشنایی شب شهادت. | [ ۱۰۴ ] |        |
| ۳۴   | غلامرضا آصف‌الدوله شاهسون     | ۱۳۲۲ه‍. ق                   | ۱۳۲۳ه‍. ق            | وی پس از چند بار عزل و نصب در مناصب سیاسی و حکومتی، سرانجام در۱۳۲۲ق دوباره به تولیت آستان برگزیده شد. در این سال‌ها جور و بیداد او و کارهایی چون احتکار گوشت و گندم و نیز خبر فروش دختران قوچانی به ترکمانان به دست پدرانشان برای تهیهٔ وجه مالیات موجب اعتراض مردم مشهد گردید. در نتیجه در سال ۱۳۲۴ق عدهٔ بسیاری در حرم علی بن موسی الرضا بست نشستند که در نهایت به حملهٔ نیروهای دولتی و کشته و زخمی شدن جمعی از مردم انجامید. درِنقره‌ای ورودی کفشداری کوچک صحن عتیق از وقفیات اوست. | [ ۱۰۵ ] |        |
| ۳۵   | کاظم آقا تبریزی              | ۱۳۲۳ه‍. ق                   | ۱۳۲۵ه‍. ق            | القاب داماد و صهرالسلطان به وی داده شده بود. در اسناد آستان به برخی اقدامات روزگار تولیت او اشاره شده‌است. من جمله: اسناد حاوی مخارج تعمیرات ماهانه و متداول در صحن و سرای حرم، دستور وی برای تصدیق قبوض مرسومات کارکنان آستانه یا فرمان وی به خازن‌التولیهٔ تحویلدار مبنی بر تحویل شش قطعه کتیبهٔ آینه‌دار برای نصب در دارالحفاظ. | [ ۱۰۶ ] |        |
| ۳۵   | کاظم آقا تبریزی              | ۱۳۲۳ه‍. ق                   | ۱۳۲۵ه‍. ق            | القاب داماد و صهرالسلطان به وی داده شده بود. در اسناد آستان به برخی اقدامات روزگار تولیت او اشاره شده‌است. من جمله: اسناد حاوی مخارج تعمیرات ماهانه و متداول در صحن و سرای حرم، دستور وی برای تصدیق قبوض مرسومات کارکنان آستانه یا فرمان وی به خازن‌التولیهٔ تحویلدار مبنی بر تحویل شش قطعه کتیبهٔ آینه‌دار برای نصب در دارالحفاظ. | [ ۱۰۶ ] |        |
| ۳۶   | محمدشفیع صدرالممالک قزوینی   | ۱۳۲۶ه‍. ق                   | ۱۳۲۹ه‍. ق            | وی از سال ۱۳۰۰ه‍.ق تا اوایل مشروطیت رئیس دادگاه وزارت عدلیه بود که در آن زمان به نام مجلس صدر دیوان‌خانه نامیده می‌شد. بین سال‌های ۱۳۱۹ تا ۱۳۲۹ه‍.ق معاون وزارت عدلیه بود. اوضاع نابسامنی در آستانه طی دوران تولیت میرزا شفیع گزارش شده‌است. با این حال اقداماتی برای انتظام و اصلاح امور دارالشفاء انجام داده‌است و همچنین در آن دوران مکتب‌خانهٔ آستان تشکیلات جدیدی یافت. | [ ۱۰۷ ] |        |
| ۳۶   | محمدشفیع صدرالممالک قزوینی   | ۱۳۲۶ه‍. ق                   | ۱۳۲۹ه‍. ق            | وی از سال ۱۳۰۰ه‍.ق تا اوایل مشروطیت رئیس دادگاه وزارت عدلیه بود که در آن زمان به نام مجلس صدر دیوان‌خانه نامیده می‌شد. بین سال‌های ۱۳۱۹ تا ۱۳۲۹ه‍.ق معاون وزارت عدلیه بود. اوضاع نابسامنی در آستانه طی دوران تولیت میرزا شفیع گزارش شده‌است. با این حال اقداماتی برای انتظام و اصلاح امور دارالشفاء انجام داده‌است و همچنین در آن دوران مکتب‌خانهٔ آستان تشکیلات جدیدی یافت. | [ ۱۰۷ ] |        |
| ۳۷   | مرتضی‌قلی‌خان طباطبایی نایینی  | ۱۳۲۹ه‍. ق                   | ۱۳۳۳ه‍. ق            | وی در دو دوره اول و دوم مجلس شورای ملی به مجلس راه یافت و در پایان دورهٔ دوم به مشهد آمد و چهاربار به عنوان متولی‌باشی آستان قدس منصوب شد. دوره اول متولی‌باشی وی مصادف با به توپ بستن حرم بود که کوشید غائله را پایان دهد اما سران شورش با او همکاری نکردند. | [ ۱۰۸ ] |        |
| ۳۸   | جواد ظهیرالاسلام             | ۱۳۳۴ه‍. ق                   | ۱۳۳۵ه‍. ق            | او در مسائل سیاسی همواره موضع خود را مطابق شرایط روز تغییر می‌داد چنان‌که در آغاز نهضت مشروطه، خود را حامی شاه و حامی آزادی‌خواهان جلوه داد. در دورهٔ اول تولیت وی، دستور داد قنوات و قلعه‌های موقوفهٔ آستان تعمیر شود و دیوار آجری بست علیا ترمیم، کاشی‌کاری و نقاشی گردید. در زمان تولیت وی، بعضی از اولیای دفتر آستانه که املاک آستان را در اجارهٔ خود داشتند؛ از پرداخت مال‌الاجاره استنکاف ورزیده و حتی خود را طلبکار قلمداد می‌کردند در نتیجه هزینه‌های آستان تأمین نگردید و مبلغ بالایی نیز مقروض شد. بعد از آن هیئت متحدهٔ خدام تشکیل و از وی شکایت کرده و منجر به عزل ظهیرالاسلام از تولیت شد. | [ ۱۰۹ ] |        |
| ۳۹   | مرتضی‌قلی‌خان طباطبایی نایینی  | ۱۳۳۶ه‍. ق                   | ۱۳۳۷ه‍. ق            | دوره دوم بین سال‌های ۱۳۳۶ تا۱۳۳۷ه‍.ق اتفاق افتاد. | [ ۱۱۰ ] |        |
| ۴۰   | جواد ظهیرالاسلام             | ۱۳۳۸ه‍.ق                    | ۱۳۳۹ه‍. ق            | وی در سال ۱۳۳۸ه‍.ق برای بار دوم به سمت تولیت منصوب شد. او مدعی شد امور اداری و مالی آستان در وضعیت اسف‌باری قرار دارد و بزرگ‌ترین علت این بی‌نظمی را مشخص‌نبودن وظایف متولی عنوان کرد. | [ ۱۱۱ ] |        |
| ۴۱   | مرتضی‌قلی‌خان طباطبایی نایینی  | ۱۳۴۰ه‍. ق                   | ۱۳۴۱ه‍. ق            | دورهٔ سوم تولیت وی همزمان با قیام کلنل محمدتقی پسیان بود. همچنین در سال ۱۳۴۰ه‍.ق به دستور وی، مأموران آستانه چندین صندوق اسناد بسیار مهم آستان را از منزل میرزاابوالقاسم ضابط به کتابخانه منتقل کردند. | [ ۱۱۲ ] |        |
| ۴۲   | محمدعلی رضوی قائم‌مقام‌التولیه | ۱۳۴۱ه‍. ق                   | ۱۳۴۲ه‍. ق            | وی از سال ۱۳۱۱ه‍.ق که پدرش با حکم ناصرالدین‌شاه به قائم مقامی آستانه رسید، منصب رئیس دفتری آستانه را عهده‌دار شد. در همین سال، عنوان وزیر آستانه را نیز به دست آورد. بعد از فوت پدر، با حکم مظفرالدین شاه تمام عناوین پدر به وی رسید. محمدعلی رضوی تنها فرد از سادات رضوی بود که در دورهٔ قاجار به عنوان متولی آستان انتخاب شد. او مقداری از قروض آستانه را پرداخت کرد، بناها را مرمت کرد و از پایه‌گذاران نظام اصلاحات مالی در آستان بود. همچنین ملکی به نام خواجه حراج را وقف دارالضیافه کرد. | [ ۱۱۳ ] |        |
| ۴۳   | مرتضی‌قلی‌خان طباطبایی نایینی  | ۱۳۴۲ه‍. ق                   | ۱۳۴۴ه‍. ق            | احمدشاه قاجار وی را برای چهارمین بار به عنوان متولی آستان منصوب کرد. با روی کارآمدن حکومت پهلوی، مرتضی قلی‌خان به مستشاری دیوان عالی تمیز برگزیده شد. از اقدامات وی در آستان می‌توان به توسعهٔ ایوان طلای نادری و سنگ‌فرش آن با سنگ مرمر اشاره کرد. همچنین ضریح برنجی کوچکی در محل دفن شیخ حر عاملی در صحن انقلاب نصب کرد. وقفیاتی همچون چندین جلد کتاب نفیس و اراضی رجب‌آباد از خود بجای گذاشت. | [ ۱۱۴ ] |        |

      = فتحعلی شاه
      = محمدشاه
      = ناصرالدین شاه
      = مظفرالدین شاه
      = محمدعلی شاه
      = احمد شاه
| دوره | نام      | تاریخ آغاز مسئولیت | تاریخ پایان مسئولیت | توضیحات | منبع    |
| ---- | -------- | ------------------ | ------------------- | --- | ------- |
| ۴۴   | حسین عرب | ۱۳۰۲ه‍. ق            | ۱۳۳۵ه‍. ق             | وی از سادات موسوی است که نسبش با سی‌واسطه به ابراهیم‌المرتضی بن موسی‌الکاظم می‌رسد. او در اواخر سال ۱۳۰۲ه‍.ق منصب نایب‌التولیهٔ آستان قدس را دریافت نمود. سیدحسین ۳۳ سال مقام نیابت تولیت را برعهده داشت که در این مدت ۱۸ تن به عنوان متولی منصوب شدند. یکی از وظایف او این بود که خلعت‌های تقدیمی آستانه برای پادشاهان و بزرگان حکومتی را در نوروز سلطانی تقدیم کند و در مقابل هدایایی از شاه دریافت می‌کرد. | [ ۱۱۵ ] |

### دورهٔ پهلوی
وضعیت تولیت و سیستم اداری آستان قدس در دورهٔ پهلوی تحولات فراوانی یافت و محمد ولی خان اسدی اولین نائب‌التولیه تغییرات زیادی را ایجاد کرد. وی ضمن انجام اصلاحات، نظام‌نامه جدیدی را برای آستان قدس در سال ۱۳۰۵ شمسی به تصویب رساند. در این دوره نیز مانند دورهٔ قاجار تولیت مستقیماً به دستور شاه انتخاب می‌شد و معمولاً از تهران و از میان رجال حکومتی تعیین می‌گردید. متولی مانند دوره قبل فردی را به عنوان قائم مقام خود برای انجام امور تعیین می‌نمود. با این تفاوت که اسدی عنوان متولی‌باشی را به منظور پیگیری امور به نائب‌التولیه تغییر داد و منصب متولی‌باشی که در دوره قاجاریه بود از بین رفت.
در این دوران همزمان با آغاز مدرنیسم در کشور بر زائران افزوده شد و اقدامات زیادی در توسعه آستان صورت گرفت. در این دوران عنوان نایب‌التولیه جایگزین متولی‌باشی شد که در دوران قاجار رایج بود.
| دوره | دوره                               | نام                           | تاریخ آغاز مسئولیت  | تاریخ پایان مسئولیت | توضیحات | منبع    |
| ---- | ---------------------------------- | ----------------------------- | ------------------- | --- | --- | ------- |
|      | ۱                                  | محمدولی‌خان اسدی (۱۲۵۷–۱۳۱۴ه‍.ش) | ۴ آذر ۱۳۰۴ه‍. ش       | تیر ۱۳۱۴ه‍. ش | وی ملقب به مصباح‌دیوان، مصباح‌السلطنه و مصباح‌التولیه بود. در جوانی نایب‌الحکومهٔ قاینات و بعدها مشاور سیاسی و قائم‌مقام امیر شوکت‌الملک شد. همچنین چندین دوره نمایندهٔ مجلس شورای ملی بود. وی با کمک تیمورتاش از طرف رضاخان به نیابت تولیت آستان گماشته شد. او نسبت به اصلاح امور آستانه اقداماتی انجام داده‌است من جمله: کاهش شمار خدمه، تنظیم اولین بودجهٔ آستان قدس به صورت جدید، تدوین نظام‌نامهٔ جدید. در بهار سال ۱۳۱۴ه‍.ش درگیری بین اسدی و پاکروان درمورد کشف حجاب عینیت یافت. زمانی که اسدی به دستور رضاشاه برای سرکشی املاک وی در فریمان به سر می‌برد، واقعه مسجد گوهرشاد اتفاق افتاد و او گمان نمی‌کرد به یک فاجعه تبدیل شود. پاکروان که با او دشمن شده بود به دسیسه‌چینی علیه وی اقدام کرد و او را مسبب اصلی واقعهٔ گوهرشاد معرفی کرد. تحریک روستائیان فریمان در حمایت از متحصنین مسجد گوهرشاد نیز به وی منتسب گردید. به این ترتیب اسدی بازداشت شد و در سپیده‌دم ۲۹ آذر ۱۳۱۴ه‍.ش با لباس رسمی و نشان دربار، در خارج از شهر تیرباران شد. | [ ۱۱۸ ] |
| ۲    | فتح‌الله پاکروان (۱۲۵۹–۱۳۳۰ه‍.ش)      | ۹ آذر ۱۳۱۴ه‍. ش                 | ۱۲ دی ۱۳۲۰ه‍. ش       | وی معروف به مشیرحضور بود. او مدتی مدیرکل و معاون وزارت امورخارجه و کفیل و وزیر امورخارجه در کابینهٔ مهدیقلی خان هدایت بود. پاکروان در پنج آبان ۱۳۱۳ه‍.ش به سمت استانداری خراسان تعیین شد. او به رضاشاه گزارش داده بود، تبدیل کلاه و کشف حجاب در مشهد مانعی ندارد و حتی دستور داد که زنان با چادر را به حرم و اماکن شریفه راه ندهند و برگزاری جشن تجددنسوان را از طرف کارکنان آستان قدس در حرم، مهم‌ترین اقدام خود در این راه می‌دانست. رفتار پاکروان به اعتراض مردم و واقعهٔ مسجد جامع گوهرشاد انجامید. وی در سال ۱۳۱۵ه‍.ش طی قراردادی تمامی املاک مزروعی موقوفات آستان را به اجارهٔ شرکت فلاحتی خراسان درآورد. در سال ۱۳۱۶ه‍.ش پنج صندوق پر از طلای داخل ضریح را به انضمام طلای نذورات موجود در خزانه، به عنوان پشتوانهٔ اسکناس به بانک ملی فروخت و با پول آن، دهات و املاک خالصهٔ دولتی واقع در درگز را که به خوانین قشقایی واگذار شده بود، برای آستان خریداری کرد. از دیگر اقدامات وی الزام کارکنان بی‌سواد آستان به شرکت در کلاس‌های شبانه، توسعهٔ پرورشگاه می‌توان اشاره کرد. وی در دوازده دی ۱۳۲۰ه‍.ش از مقام استانداری و نیابت تولیت برکنار و به وزارت کشور فراخوانده شد. سپس در سوم خرداد ۱۳۲۱ ه‍.ش وی را بخاطر واقعهٔ مسجد گوهرشاد، قتل اسدی و سیدحسن مدرس بازداشت کردند اما پس از رسیدگی به پرونده‌های مربوط به وی، اتهامی متوجه او نشد و از زندان خلاصی یافت و مدتی خانه‌نشین بود تا اینکه به کمک رجال سیاسی آذربایجان به سفارت ایران در ایتالیا منصوب شد. | [ ۱۱۹ ] |         |
| ۲    | فتح‌الله پاکروان (۱۲۵۹–۱۳۳۰ه‍.ش)      | ۹ آذر ۱۳۱۴ه‍. ش                 | ۱۲ دی ۱۳۲۰ه‍. ش       | وی معروف به مشیرحضور بود. او مدتی مدیرکل و معاون وزارت امورخارجه و کفیل و وزیر امورخارجه در کابینهٔ مهدیقلی خان هدایت بود. پاکروان در پنج آبان ۱۳۱۳ه‍.ش به سمت استانداری خراسان تعیین شد. او به رضاشاه گزارش داده بود، تبدیل کلاه و کشف حجاب در مشهد مانعی ندارد و حتی دستور داد که زنان با چادر را به حرم و اماکن شریفه راه ندهند و برگزاری جشن تجددنسوان را از طرف کارکنان آستان قدس در حرم، مهم‌ترین اقدام خود در این راه می‌دانست. رفتار پاکروان به اعتراض مردم و واقعهٔ مسجد جامع گوهرشاد انجامید. وی در سال ۱۳۱۵ه‍.ش طی قراردادی تمامی املاک مزروعی موقوفات آستان را به اجارهٔ شرکت فلاحتی خراسان درآورد. در سال ۱۳۱۶ه‍.ش پنج صندوق پر از طلای داخل ضریح را به انضمام طلای نذورات موجود در خزانه، به عنوان پشتوانهٔ اسکناس به بانک ملی فروخت و با پول آن، دهات و املاک خالصهٔ دولتی واقع در درگز را که به خوانین قشقایی واگذار شده بود، برای آستان خریداری کرد. از دیگر اقدامات وی الزام کارکنان بی‌سواد آستان به شرکت در کلاس‌های شبانه، توسعهٔ پرورشگاه می‌توان اشاره کرد. وی در دوازده دی ۱۳۲۰ه‍.ش از مقام استانداری و نیابت تولیت برکنار و به وزارت کشور فراخوانده شد. سپس در سوم خرداد ۱۳۲۱ ه‍.ش وی را بخاطر واقعهٔ مسجد گوهرشاد، قتل اسدی و سیدحسن مدرس بازداشت کردند اما پس از رسیدگی به پرونده‌های مربوط به وی، اتهامی متوجه او نشد و از زندان خلاصی یافت و مدتی خانه‌نشین بود تا اینکه به کمک رجال سیاسی آذربایجان به سفارت ایران در ایتالیا منصوب شد. | [ ۱۱۹ ] |         |
| ۳    | علی منصور (۱۲۶۶–۱۳۵۳ه‍.ش)            | ۱۵ دی ۱۳۲۰ه‍. ش                 | ۳۱ شهریور ۱۳۲۴ه‍. ش   | وی به ریاست ادارهٔ تحریرات انگلیس که از مشاغل مهم وزارت خارجه بود، منصوب گردید و در همان ایام ملقب به منصورالملک شد. علی منصور سال‌ها مناصب گوناگونی را در وزارت امورخارجه برعهده داشت. در پنجم تیر ۱۳۱۹ه‍.ش نخست‌وزیر رضاشاه شد. وی پس از خروج رضاشاه و برکناری پاکروان در دیماه سال ۱۳۲۰ه‍.ش به مقام استانداری و تولیت آستان منصوب شد. برخی از اقدامات وی، احیای تشکیلات کشیکی آستان، کمک به نیازمندان شهر در قحطی از محل درآمدهای آستان قدس، تکمیل ساختمان کتابخانه و موزه و تالار تشریفات و مقبرهٔ شیخ بهایی، احداث ساختمانی سه اشکوبه که زایشگاه بیمارستان شاه‌رضا در آن متمرکز بود، بازسازی جذام‌خانه، تعمیر کاشی‌های صحنین، حفر نخستین چاه عمیق مشهد در کنار صحن موزه، خرید برخی املاک برای آستان بوده‌است. وی در شهریور ۱۳۲۴ه‍.ش از سمت نیابت تولیت برکنار شد و به تهران بازگشت. بعد از گذشت تقریباً ۴ سال یعنی در سال ۱۳۲۸ه‍.ش به نخست‌وزیری منصوب شد. | [ ۱۲۰ ] |         |
| ۴    | ناصر اعتمادی (۱۲۷۱–۱۳۲۸ه‍.ش)         | ۲۲ آذر ۱۳۲۴ه‍. ش                | ۱ مرداد ۱۳۲۵ه‍. ش     | وی معروف به نصرالدوله است. ناصر اعتمادی پس از بازگشت به ایران به ریاست محاسبات وزارت جنگ و بعد از آن به ریاست قشون آذربایجان منصوب شد. سپس به فرماندهی قشون اصفهان رسید و درجهٔ سرتیپی گرفت. در یک فاصله زمانی بین سال‌های ۱۲۹۹ تا ۱۳۲۰ه‍.ش توجه زیادی به وی نشد و حتی مورد اتهام نیز قرار گرفت اما بعد از آن مجدد مورد توجه قرار گرفت. ابتدا به عضویت هیئت مدیرهٔ شیلات درآمد. بعد از آن به معاونت وزارت راه و همچنین معاونت نخست‌وزیری رسید. نهایتاً در سال ۱۳۲۴ه‍.ش به نیابت تولیت آستان رسید و بد از عزل از تولیت، به عضویت در هیئت مدیرهٔ بانک صنعتی و معدنی ایران و ریاست هیئت مدیرهٔ شیلات ایران و شوروی درآمد. | [ ۱۲۱ ] |         |
| ۵    | غلامحسین اشرفی (د۱۳۳۶ه‍.ش)           | ۲ مرداد ۱۳۲۵ه‍. ش               | ۲۵ اسفند ۱۳۲۶ه‍. ش    | وی در سال ۱۳۰۶ه‍.ش به دعوت علی‌اکبر داور وارد دادگستری شد و به عنوان بازپرس شروع به کار کرد. سپس در سال ۱۳۱۹ه‍.ش با مقام مدیرکلی به وزارت پیشه و هنر انتقال یافت. او در کابینهٔ احمدقوام به معاونت نخست‌وزیری برگزیده شد. مدتی نیز ریاست هیئت مدیره و مدیرعاملی بانک کشاورزی را برعهده داشت. در ۵ مرداد ۱۳۲۵ه‍.ش استانداری خراسان و نیابت تولیت آستانه را عهده‌دار شد. در دورهٔ نیابتش اجاره‌نامهٔ برخی املاک موقوفهٔ آستان را که در اجارهٔ شرکت فلاحتی خراسان بود، به علت عدم پرداخت اجاره لغو کرد. همچنین تعویض سنگ‌فرش صحن کهنه در زمان وی آغاز شد. | [ ۱۲۲ ] |         |
| ۶    | محمود بَدر (۱۲۷۱–۱۳۴۷ه‍.ش)            | اسفند ۱۳۲۶ه‍. ش                 | فروردین ۱۳۳۰ه‍. ش     | وی بعد از بازگشت به ایران به عنوان مترجم در ادارهٔ گمرک استخدام شد. سپس به معاونت ادارهٔ کل محاسبات مالیه منصوب گردید. در سال ۱۳۰۸ه‍.ش رئیس دارهٔ کل حسابداری آن وزارتخانه شد و بعدها به سمت خزانه‌داری کل ایران و مدیر کلی وزارت دارایی منصوب گردید. بعدها که به نیابت تولیت آستان منصوب شد فعالیت‌هایی انجام داد که برخی از آنها عبارت‌اند از: بهبود بخشیدن به شرایط اقتصادی و افزایش درآمد املاک آستان قدس، پوشاندن روی آب خیابان در صحن و بست‌ها، سنگ‌فرش صحن کهنه، خریداری ساعت ایوان غربی، عقد قرارداد با شرکت سهامی بیمهٔ ایران برای بیمهٔ کارکنان آستان قدس، احداث خانه برای سیل‌زدگان محروم مشهد. وی در سال ۱۳۳۸ه‍.ش کانون بازنشستگی کشوری را تشکیل داد و خود به ریاست آن رسید. | [ ۱۲۳ ] |         |
| ۷    | مصطفی‌قلی رام (۱۲۷۷–۱۳۶۰ه‍.ش)         | ۲۵ فروردین ۱۳۳۰ه‍. ش            | خرداد ۱۳۳۰ه‍. ش       | مصطفی‌قلی ابتدا به شغل معلمی روی آورد و سپس در وزارتخانه‌های فواید عامه و دارایی، ادارهٔ دخانیات و پیشکاری ایالت آذربایجان خدمت کرد. در سال ۱۳۱۹ه‍.ش منشی هیئت وزیران گردید. از اسناد آستان قدس چنین برمی‌آید که او برای مدت کوتاهی نایب‌التولیهٔ آستان قدس شده‌است. گویا تنها اقدام عمرانی او احداث چهار حوض در صحن کهنه برای دسترسی به آب برای وضو و حفر چاهی عمیق در جنوب غربی صحن موزه و انتقال آب از طریق لوله‌کشی برای تأمین آب حوض‌ها و دیگر نیازمندی‌های آستان قدس بوده‌است. زمانی که از نیابت تولیت کنار رفت، در کابینهٔ دکتر مصدق برای مدتی وزیر کشور و سپس سناتور شد. در سال ۱۳۳۴ه‍.ش استاندار خراسان شد و از او به عنوان خادم کشیک سوم حرم نیز یاد شده‌است. | [ ۱۲۴ ] |         |
| ۸    | سید جلال‌الدین تهرانی (۱۲۷۵–۱۳۶۶ه‍.ش) | ۹ خرداد ۱۳۳۰ه‍. ش               | ۱۷ بهمن ۱۳۳۱ه‍. ش     | وی از سال ۱۳۰۰ه‍.ش به استخراج تقویم و از سال ۱۳۰۸ه‍.ش به انتشار آن به‌عنوان گاهنامه پرداخت که تا سال ۱۳۱۶ه‍.ش ادامه یافت. وی در کابینهٔ قوام به عنوان وزیر مشاور و معاون پارلمانی انتخاب شد. در سال ۱۳۲۸ه‍.ش وزیر مشاور دولت محمد ساعد و در فروردین ۱۳۲۹ش وزیر پست و تلگراف در کابینهٔ منصور شد. وی بعد از انتصاب به نیابت تولیت آستان قدس اقداماتی از جمله اخراج بهائی‌ها از آستان قدس، پرداخت قروض آستانه و تعمیر روضهٔ منوره را در کارنامهٔ خود ثبت کرده‌است. | [ ۱۲۵ ] |         |
| ۹    | علی معتمدی (۱۲۷۵–۱۳۵۸ه‍.ش)           | ۲۸ بهمن ۱۳۳۱ه‍. ش               | ۱۹ خرداد ۱۳۳۴ه‍. ش    | وی خدماتش را از وزارت امور خارجه آغاز کرد. در طی سال‌های ۱۳۰۹ه‍.ش و ۱۳۱۰ه‍.ش نماینده علی‌البدل ایران در مجمع اتفاق ملل و در سال‌های ۱۳۱۱ه‍.ش و ۱۳۱۲ه‍.ش کاردار سفارت ایران در ایتالیا بود. بعد از دریافت منصب‌های متعدد بالاخره در بهمن ۱۳۳۱ش نیابت تولیت را برعهده گرفت. در سال ۱۳۳۸ش عبدلله انتظام وی را به قائم‌مقامی شرکت نفت ایران رسانید و مدتی را در خوزستان مدیرعامل حوزه‌های نفتی بود. | [ ۱۲۶ ] |         |
| ۱۰   | سید فخرالدین شادمان (۱۲۸۶–۱۳۴۶ه‍.ش)  | خرداد ۱۳۳۴ه‍. ش                 | فروردین ۱۳۳۸ه‍. ش     | وی از سال ۱۳۰۵ه‍.ش هم‌زمان با تحصیل، در سمت‌های اجرایی و نیز فرهنگی و علمی متعددی در داخل و خارج کشور عهده‌دار مسئولیت شد. از جملهٔ مهم‌ترین سمت‌های او، ریاست شرکت سهامی بیمهٔ ایران، ریاست شورای عالی سازمان برنامه و وزارت‌های اقتصاد، کشاورزی و دادگستری بود. شادمان در سمت نیابت تولیت منشأ خدمات ارزشمندی در آستان قدس گردید. عمده خدمات وی شامل: ساخت ضریح شیر و شکر، بازسازی سقف و آینه‌کاری توحیدخانه، آینه‌کاری و تجدید بنای سقف دارالسیاده، فضاسازی و تزیین رواق دارالسلام، ساخت درِنقرهٔ بین دارالسعاده و دارالسرور، خرید املاکی برای آستان قدس و مواردی دیگر می‌باشد. | [ ۱۲۷ ] |         |
| ۱۱   | محمد مهران (۱۲۷۷–۱۳۵۳ه‍.ش)           | اردیبهشت ۱۳۳۸ه‍. ش              | دی ۱۳۴۰ه‍. ش          | او به استانداری آذربایجان، سیستان و بلوچستان، شهرداری تهران، نیابت تولیت آستان قدس رضوی و تولیت آستان معصومه منصوب بود. شروع خدمت او در آستان قدس مصادف بود با نصب سومین ضریح و همچنین تکمیل مرمت دارالسیاده و دارالسعاده و ساخت بنای جدید نقاره‌خانه در زمان وی صورت پذیرفت. او دو عدد سکهٔ منسوب به ولایتعهدی علی بن موسی الرضا را به موزهٔ آستان قدس تحویل داد. نخستین نشریهٔ آستان قدس به همت وی منتشر گردید و باشگاه لاینز آستان قدس به عنوان شعبه‌ای از یک مؤسسهٔ خیریهٔ بین‌المللی در زمان وی تأسیس شد. | [ ۱۲۸ ] |         |
| ۱۲   | سید جلال‌الدین تهرانی (۱۲۷۵–۱۳۶۶ه‍.ش) | ۱۷ دی ۱۳۴۰ه‍. ش                 | ۲۱ فروردین ۱۳۴۲ه‍. ش  | دورهٔ دوم نیابت تولیت او با استانداری خراسان توأم گردید. وی از مخالفان اجرای قانون اصلاحات ارضی دربارهٔ موقوفات آستان قدس و علی بن موسی الرضا بود. آخرین منصب او ریاست شورای سلطنت در دی ۱۳۵۷ه‍.ش بود. تهرانی از جمله نایب‌التولیه‌هایی بود که به واسطهٔ پایهٔ علمی خود، در توسعهٔ کمی و کیفی کتابخانهٔ آستان قدس کوشید و خود نیز ۳۸۳ نسخهٔ خطی و ۳۴۵۰ جلد کتاب‌های چاپی عربی، فارسی و لاتین کتابخانهٔ شخصی‌اش را وقف آن کرد. | [ ۱۲۹ ] |         |
| ۱۳   | محمدصادق امیرعزیزی (۱۲۸۳–۱۳۷۱ه‍.ش)   | ۱۵ اردیبهشت ۱۳۴۲ه‍. ش           | ۵ شهریور ۱۳۴۴ه‍. ش    | محمدصادق از سال ۱۳۳۹ تا ۱۳۴۱ش در کابینه‌های شریف‌امامی، امینی و اسدالله علم وزیر کشور بود. در بهمن ۱۳۴۱ه‍.ش در ترمیم کابینه علم به عنوان وزیر مشاور انتخاب گردید. دورهٔ اول نیابت وی در سال ۱۳۴۲ه‍.ش بود که هم‌زمان استاندار خراسان نیز بود. او اهتمام ویژه‌ای به توسعه و تعمیر اماکن متبرکه داشت، احداث رواق‌های دارالاخلاص، دارالعزه، دارالذکر و دارالشکر، تعمیر ایوان عباسی، تفکیک وظایف مدیران آستان بخشی از خدمات وی بود. | [ ۱۳۰ ] |         |
| ۱۴   | نادر باتمانقلیچ (۱۲۸۲–۱۳۷۰ه‍.ش)      | ۶ مهر ۱۳۴۴ه‍. ش                 | خرداد ۱۳۴۶ه‍. ش       | وی در سال ۱۳۳۱ه‍.ش رئیس دفتر نظامی شاه شد و ریاست ستاد ارتش به او محول گردید. بعدها در سمت‌های سفیر ایران در پاکستان و عراق، نمایندهٔ نظامی ایران در سازمان پیمان سنتو و وزیر کشور دولت منوچهر اقبال خدمت کرد. آخرین سمت وی نیابت تولیت و استانداری خراسان بود. وی در اصلاح امور اداری و حفظ موقوفات و منابع آبی آستان قدس کوشید. همچنین ایجاد سمت مدیریت کل حوزهٔ حرم، تخریب و تجدید بنای سقاخانهٔ صحن عتیق، انتقال قرآن پهلوی از تهران به آستان قدس، واگذاری قسمتی از زمین‌های آستان قدس به دانشگاه فردوسی مشهد بخشی از اقدامات وی بود. | [ ۱۳۱ ] |         |
| ۱۵   | باقر پیرنیا (د۱۳۶۷ه‍.ش)              | خرداد ۱۳۴۶ه‍. ش                 | ۲۳ شهریور ۱۳۵۰ه‍. ش   | پیرنیا پس از اخذ لیسانس ریاضی، به استخدام ادارهٔ کل انتشارات درآمد. در سال ۱۳۳۲ه‍.ش به ریاست خزانه‌داری کل کشور رسید و در سال ۱۳۳۵ه‍.ش با حفظ سمت، معاون ثابت وزارت دارایی نیز شد. بعدها که منصب تولیت و استانداری خراسان به وی واگذار شد اقداماتی من جمله: نوسازی و توسعهٔ رواق‌های دارالفیض، دارالسلام، توحیدخانه، دارالضیافه، آغاز بنای رواق دارالزهد، تعویض درِطلای پایین پا، تعویض چلچراغ‌های حرم را انجام داد. از خدمات فرهمگی وی می‌توان به انتقال قرآن‌های مسروقه از واشینگتن به آستان قدس، جمع‌آوری قرآن‌های خطی و ایجاد گنجینهٔ قرآن اشاره داشت. | [ ۱۳۲ ] |         |
| ۱۶   | حسن زاهدی                          | ۲۳ شهریور ۱۳۵۰ه‍. ش             | ۱۶ اردیبهشت ۱۳۵۳ه‍. ش | وی در سال ۱۳۱۵ه‍.ش به خدمت وزارت دارایی و سپس وزارت کشاورزی درآمد. مدتی نیز در سازمان ملل متحد مشغول به کار شد. بعد از اینکه به نیابت تولیت آستان و استانداری خراسان منصوب شد، به نعمیر ساختمان‌ها و بیوتات حرم ادامه داد و رواق‌های دارالعباده و دارالزهد را احداث کرد. موزه را از محل سابق آن به بنای تالار تشریفات منتقل کرد. در دورهٔ تولیت او ساختار اداری تا حدی تحول یافت. تشکیلات جدید از چهار معاونت اداری، مالی و تدارکاتی، طرح و برنامه و آموزش، فنی و امور املاک تشکیل می‌شد. | [ ۱۳۳ ] |         |
| ۱۷   | عبدالعظیم ولیان (۱۳۰۴–۱۳۷۳ه‍.ش)      | ۱۶ اردیبهشت ۱۳۵۳ه‍. ش           | ۶ شهریور ۱۳۵۷ه‍. ش    | وی در سال ۱۳۴۲ه‍.ش مأمور به خدمت در وزارت کشاورزی شد. محمدرضاشاه وی را در ۱۶ اردیبهشت ۱۳۵۳ه‍.ش به استانداری خراسان و نیابت تولیت آستان برگزید. ولیان اقدامات اساسی در تعمیر و نوسازی تشکیلات اداره حرم، رواق‌ها، صحن‌ها و احداث بازار رضا انجام داد. | [ ۱۳۴ ] |         |
| ۱۸   | حسن سراج حجازی (۱۲۸۷–۱۳۶۵ه‍.ش)       | ۷ شهریور ۱۳۵۷ه‍. ش              | ۲۱ آبان ۱۳۵۷ه‍. ش     | حجازی تحصیلات خود را در رشتهٔ حقوق به اتمام رساند و به استخدام وزارت کشور درآمد. وی در مشاغلی چون شهرداری و فرمانداری شهرستان‌های مختلف، نمایندگی مجلس شورای ملی، معاونت نخست‌وزیری، استانداری اصفهان و مواردی دیگر اشتغال داشت. ورود وی به مشهد مقارن با اوج مبارزات و اعتراضات مردمی بود. وی طی ۷۴ روز فعالیتش به‌رغم تلاش برای گسترش ارتباطات مردمی، موفق به اصلاح امور و جلوگیری از اعتصاب کارکنان آستان و اعتراضات مردم مشهد نشد. | [ ۱۳۵ ] |         |
| ۱۹   | محمدصادق امیرعزیزی (۱۲۸۳–۱۳۷۱ه‍.ش)   | ۲۱ آبان ۱۳۵۷ه‍. ش               | ۱۴ دی ۱۳۵۷ه‍. ش       | در آبان ۱۳۵۷ه‍.ش پس از روی کار آمدن دولت غلامرضا ازهاری، امیر عزیزی برای بار دوم به استانداری خراسان و نیابت تولیت آستان منصوب شد. اما شرایط را برای ادامهٔ کار مناسب ندید و از سمت خود کناره‌گیری کرد. | [ ۱۳۶ ] |         |

      = رضا شاه
      = محمدرضا شاه

### دورهٔ جمهوری اسلامی
پس از پیروزی انقلاب اسلامی، ادارهٔ آستان قدس رضوی در اختیار رهبر انقلاب و ولی فقیه قرار گرفت و مقام رهبری تعیین‌کنندهٔ متولی شرعی برای ادارهٔ موقوفات و تشکیلات آستان می‌باشد. به لحاظ ساختار اداری و تشکیلاتی نیز دارالتولیهٔ آستان قدس به سازمانی گسترده و پویا تبدیل شد. دفاتر ستادی تنوع یافت و واحدها و بخش‌ها به معاونت، ادارهٔ کل یا اداره ارتقاء یافت. در این سال‌ها، شرکت‌ها و مؤسسات دیگری نیز شکل گرفتند که در چارچوب برنامه‌های اصلاحی و تغییر مأموریت‌ها در دیگر مؤسسات ادغام یا منحل شده‌اند.
| دوره | دوره                             | نام                           | تاریخ آغاز مسئولیت | تاریخ پایان مسئولیت | توضیحات | منبع    |
| ---- | -------------------------------- | ----------------------------- | ------------------ | --- | --- | ------- |
|      | ۱                                | عباس واعظ طبسی (۱۳۱۴–۱۳۹۴ ه‍.ش) | ۲۵ بهمن ۱۳۵۷       | ۱۴ اسفند ۱۳۹۴ | وی از اوایل دههٔ ۱۳۳۰ه‍.ش به تدریج با سیدعلی خامنه‌ای و سیدمجتبی نواب صفوی آشنا شد و این آشنایی او را به سلک مبارزان با رژیم پهلوی درآورد. عباس واعظ طبسی بارها از سخنرانی منع و ممنوع‌المنبر شد. او هم‌زمان با پیروزی انقلاب اسلامی در بهمن ۱۳۵۷ه‍.ش کمیته و سپاه پاسداران انقلاب اسلامی در خراسان را پایه‌گذاری کرد و بعد از استعفای محمدصادق امیرعزیزی آخرین نائب‌التولیه دورهٔ پهلوی، روح‌الله خمینی در ۲۵ بهمن ۱۳۵۷ه‍.ش با حکمی عباس واعظ طبسی را به عنوان سرپرست و از فروردین ۱۳۵۹ه‍.ش به عنوان تولیت آستان قدس رضوی معرفی کرد. طبسی در دوره‌های اول تا چهارم به عنوان نمایندهٔ خراسان در مجلس خبرگان رهبری حضور یافت و از ۱۳۷۵ه‍.ش با حکم سیدعلی خامنه‌ای به عضویت مجمع تشخیص مصلحت نظام درآمد. همچنین مدیریت حوزه علمیهٔ خراسان را نیز برعهده داشت. سیدعلی خامنه‌ای در ۱۴ بهمن ۱۳۶۸ه‍.ش مدیریت مسجد جامع گوهرشاد را به ایشان واگذار کرد. او به توسعهٔ خدمات فرهنگی و عمرانی پرداخت که این توجه موجب تأسیس مؤسسات متعددی من جمله: معاونت فرهنگی، دانشگاه علوم اسلامی رضوی، بنیاد پژوهشهای اسلامی، معاونت تبلیغات، مؤسسهٔ آفرینش‌های هنری، کتابخانه و موزهٔ ملی ملک شد. وی در دوران تولیت خود به احداث ساختمان جدید کتابخانهٔ مرکزی آستان قدس، صحن جمهوری اسلامی و رواق دارالولایه پرداخت. در ۱۴ اسفند ۱۳۹۴ه‍.ش پس از هفته‌ای بستری به علت بیماری درگذشت. | [ ۱۳۹ ] |
|      | ۱                                | عباس واعظ طبسی (۱۳۱۴–۱۳۹۴ ه‍.ش) | ۲۵ بهمن ۱۳۵۷       | ۱۴ اسفند ۱۳۹۴ | وی از اوایل دههٔ ۱۳۳۰ه‍.ش به تدریج با سیدعلی خامنه‌ای و سیدمجتبی نواب صفوی آشنا شد و این آشنایی او را به سلک مبارزان با رژیم پهلوی درآورد. عباس واعظ طبسی بارها از سخنرانی منع و ممنوع‌المنبر شد. او هم‌زمان با پیروزی انقلاب اسلامی در بهمن ۱۳۵۷ه‍.ش کمیته و سپاه پاسداران انقلاب اسلامی در خراسان را پایه‌گذاری کرد و بعد از استعفای محمدصادق امیرعزیزی آخرین نائب‌التولیه دورهٔ پهلوی، روح‌الله خمینی در ۲۵ بهمن ۱۳۵۷ه‍.ش با حکمی عباس واعظ طبسی را به عنوان سرپرست و از فروردین ۱۳۵۹ه‍.ش به عنوان تولیت آستان قدس رضوی معرفی کرد. طبسی در دوره‌های اول تا چهارم به عنوان نمایندهٔ خراسان در مجلس خبرگان رهبری حضور یافت و از ۱۳۷۵ه‍.ش با حکم سیدعلی خامنه‌ای به عضویت مجمع تشخیص مصلحت نظام درآمد. همچنین مدیریت حوزه علمیهٔ خراسان را نیز برعهده داشت. سیدعلی خامنه‌ای در ۱۴ بهمن ۱۳۶۸ه‍.ش مدیریت مسجد جامع گوهرشاد را به ایشان واگذار کرد. او به توسعهٔ خدمات فرهنگی و عمرانی پرداخت که این توجه موجب تأسیس مؤسسات متعددی من جمله: معاونت فرهنگی، دانشگاه علوم اسلامی رضوی، بنیاد پژوهشهای اسلامی، معاونت تبلیغات، مؤسسهٔ آفرینش‌های هنری، کتابخانه و موزهٔ ملی ملک شد. وی در دوران تولیت خود به احداث ساختمان جدید کتابخانهٔ مرکزی آستان قدس، صحن جمهوری اسلامی و رواق دارالولایه پرداخت. در ۱۴ اسفند ۱۳۹۴ه‍.ش پس از هفته‌ای بستری به علت بیماری درگذشت. | [ ۱۳۹ ] |
| ۲    | سید ابراهیم رئیسی (۱۳۳۹–۱۴۰۳ ه‍.ش) | ۱۷ اسفند ۱۳۹۴                 | ۱۵ فروردین ۱۳۹۸    | وی در همان اوان طلبگی، تدریس به طلبه‌های تازه‌وارد را آغاز کرد. ابراهیم رئیسی در ایام اقامت در قم، در اجتماعات و حرکت‌های اعتراضی که علیه رژیم پهلوی شکل گرفته بود حضوری فعال داشت. او پس از پیروزی انقلاب اسلامی مسئولیت‌های متعددی را در عرصه‌های مختلف عهده‌دار شد که از آن جمله است: معاونت اولی قوه قضائیه، ریاست سازمان بازرسی کل کشور، دبیری ستاد احیای امر به معروف و نهی از منکر کشور، دادستانی کل کشور، عضویت در هیئت رئیسه مجلس خبرگان رهبری، نمایندگی مردم استان خراسان جنوبی در مجلس خبرگان رهبری و عضویت در شورای مرکزی جامعهٔ روحانیت مبارز. رئیسی به تحصیل و تدریس در سطح حوزه و دانشگاه پرداخت. بعد از اینکه تولیت آستان به وی واگذار شد سعی در جهت تکریم زائران و امدادرسانی به نیازمندان داشت. معاونت امداد مستضعفین آستان را تشکیل داد همچنین به ساخت زائرشهر برای استفادهٔ زائران و نیز توسعهٔ خدمات فرهنگی و پیگیری مرجعیت علمی مشهد و گسترش ارتباط با سایر عتبات نیز پرداخت. | [ ۱۴۰ ] |         |
| ۳    | احمد مروی (۱۳۳۷ ه‍.ش)              | ۱۰ فروردین ۱۳۹۸               | تاکنون             | وی در مشهد متولد شد و دارای تحصیلات حوزوی و دانشگاهی می‌باشد. او که در محافل و فعالیت‌های انقلابی ضد رژیم پهلوی در مشهد شرکت می‌کرد، با ورود به قم و اوج گرفتن اعتراضات علیه حاکمیت پهلوی، همزمان با تحصیل، در اجتماعات اعتراضی که مبدأ بیشتر آنها مدرسهٔ فیضیه و مقصد آنها بیوت علمای بود، شرکت می‌کرد. پس از پیروزی انقلاب هم‌زمان با حضور قدوسی در دادستانی کل انقلاب، ابتدا به عنوان رئیس دفتر ایشان مشغول به خدمت شد و پس از شهادت قدوسی، به عنوان معاون سیاسی دادستانی کل انقلاب تا سال ۱۳۶۴ه‍.ش در این نهاد ادامهٔ فعالیت داد. همچنین از همان اوایل دوران رهبری خامنه‌ای در سال ۱۳۶۸ه‍.ش و تا پایان سال ۱۳۹۷ه‍.ش در کنار رهبر انقلاب اسلامی ایران بود. احمد مروی به عنوان معاون ارتباطات حوزوی دفتر رهبری همراهی با رهبر انقلاب را پیدا کرد؛ که قریب به سی سال ادامه یافت. در این مدت، جهت ایجادِ برقراری ارتباطات مؤثّر و کارآمد با حوزه، علما و مراجع تقلید، اقدام به راه‌اندازی دفتر رهبری در قم نمود و مسئولیت ادارهٔ آن را تا پایان حضور در دفتر رهبری برعهده گرفت. ریاست بر شورای نمایندگان ولی‌فقیه در مناطق قومی از دیگر مسئولیت‌های احمد مروی در طول مدت حضور در دفتر رهبری بود. وی در سال ۱۳۸۷ ه‍.ش بنا به توصیهٔ مهدوی کنی و تصویب در شورای مرکزی، به عضویت شورای مرکزی جامعهٔ روحانیت مبارز درآمد. مروی با حکم علی خامنه‌ای، به عنوان تولیت آستان قدس رضوی، منصوب شد. | [ ۱۴۱ ] |         |

      = روح‌الله خمینی
      = علی خامنه‌ای